# Історія Таїланду
Історія Таїланду — це послідовність політичних, соціальних, культурних і економічних змін на території сучасного Таїланду від давнини до сьогодення.
Перші людські поселення в Таїланді були виявлені 100 000 років тому, в епоху палеоліту. Скам'янілості людини з Лампангу показують, що люди Homo erectus жили в селі Хат Пудай, Лампанг, приблизно 500 000 років до нашої ери. Найдавніші кам'яні знаряддя праці датуються приблизно 600 000—800 000 років тому в Бан Ме Тха в провінції Лампанг.
Між VIII і Х століттями відбулася масова міграція народів Тай з Китаю (Гуансі) до материкової частини Південно-Східної Азії та Північного Таїланду. Із 900 року нашої ери Індокитай перебував під владою Кхмерської імперії. Тайці заснували власні королівства: напівлегендарне королівство Сінгханаваті (691 р. до н. е. — 638 р. н. е.) перетворилося на королівство Нгоеньян (638—1292). У 1220 році Сукхотай, контрольований кхмерами, був завойований тайцями та зроблений столицею королівства Сукхотай. До 1220 року Кхмерська імперія, що давно занепадала, була здебільшого захоплена тайцями. До ХІІІ століття у Центральному Таїланді королівство Сукхотай (1238—1438) замінило королівства Мон. За часів правління короля Рамкхамхенга в 1283 році було створено тайську писемність, процвітали мистецтва, розвивалися тайські інституції, а люди називали себе «тайцями» як звільнені від іноземного правління.
У 1351 році місто-держава Супханнабхум (сучасний Супханбурі) та місто-держава Лаво (сучасний Лопбурі) об'єдналися у королівство Аюттхая, яке було засноване поблизу річки Чао Пхрая. Першим європейцем, який прибув до Аюттхаї 1511 року, був Дуарте Фернандіш. Популярною міжнародною назвою Таїланду став Сіам.
З XVI до початку XIX століття відбулося 26 бірмансько-сіамських війн. Королівство Аюттхая занепало, коли столицю, місто Аюттхая, було розграбовано під час Бірмано-сіамської війни (1765—1767). Генерал Таксін розгромив бірманців, возз'єднав 5 ворогуючих регіональних держав і 1767 року заснував недовговічне королівство Тхонбурі. Таксін був усунутий військовим командиром Тхонбурі Чао Прая Чакрі, який згодом заснував Королівство Раттанакосін (1782—1932). У період свого найбільшого розквіту в 1805—1812 роках королівство Раттанакосін складалося з 25 державних утворень, включаючи сучасні Камбоджу, Лаос, північну Малайзію та східну Бірму.
Король Монгкут (Рама IV) прийняв західні інновації та започаткував модернізацію Таїланду. Під час європейської колонізації Південно-Східної Азії (1511—1957) незалежним залишався лише Таїланд. Це було зумовлено кількома факторами: централізаційними та модернізаційними реформами, проведеними королем Чулалонгкорном, політичною політикою, яка збалансувала британські та французькі колоніальні інтереси, королем Рамою V, який здійснив дипломатичні візити до Європи у 1897 та 1907 роках, значними територіальними поступками французькому Індокитаю, а також тим, що французи та британці зберегли Сіам як буферну державу, щоб уникнути конфліктів між своїми колоніями. У 1874 році було видано указ про реформи, які 1905 року скасували рабство.
1917 року Сіам став союзником Великої Британії та приєднався до союзників в Першій світовій війні. Сіамська революція 1932 року поклала край століттям абсолютної монархії. Уряд змінився на конституційну монархію з королем Прачадіпоком. 1939 року назву країни було офіційно змінено на «Таїланд», що означає «Країна вільних». Французько-таїландська війна 1940—1941 років призвела до анексії Таїландом спірних територій у Камбоджі та Лаосі у складі Французького Індокитаю. Під час Другої світової війни Таїланд спочатку був нейтральним, але після японського вторгнення до Таїланду 8 грудня 1941 року приєднався до країн Осі. Таїланд анексував спірні території в Бірмі («Об'єднані колишні тайські території») і Малайзії (Сі Рат Малай). Після Другої світової війни ці території були передані в обмін на вступ до Організації Об'єднаних Націй, що призвело до відмови від усіх претензій воєнного часу та допомоги США.
Протягом 70-річного правління короля Пуміпона Адульядета в Таїланді відбулося 10 переворотів з військовими урядами та було прийнято 17 конституцій. Під час війни у В'єтнамі 1962 року Таїланд дозволив Сполученим Штатам використовувати бази, а тайські війська воювали у Південному В'єтнамі. У 1965 році Комуністична партія Таїланду розпочала повстання, яке уряд Таїланду придушив лише 1973 року.

1967 року Таїланд був одним із засновників АСЕАН. Селянські повстання в Таїланді 1970-х років з метою зменшення боргу фермерів та запровадження справедливих цін на рис призвели до прийняття у грудні 1974 року Закону про контроль над земельною орендою. Таїланд мав безпрецедентне економічне зростання з 1993 по 1997 рік. Азійська фінансова криза 1997 року спричинила багато банкрутств та безробіття. Однак у 1998—1999 роках відбулося швидке відновлення. У 2000 році кандидатів до Сенату вперше було обрано демократичним шляхом. Будівля Саппая-Сапасатан — найбільша у світі — була завершена 1 травня 2021 року.

## Етимологія назви
Назва Сіам (тай. สยาม) могла походити від мови палі (suvaṇṇabhūmi, «країна золота»), санскритського श्याम (śyāma, «темний») або мон ရာမည (rhmañña, «незнайомець»), ймовірно, з тим самим коренем, що й слова «шан» та «ахом». Самоназва країни здебільшого була Муанг Тай. Назва країни як Сіам, яку перейняли західні жителі, ймовірно, походить від португальців. Португальські хроніки зазначають, що Боромотрайлоканат, король Аюттхаї, 1455 року відправив експедицію до Малаккського султаната, що розташовувався на південному краю Малайського півострова. Після завоювання Малакки в 1511 році португальці відправили дипломатичну місію до королівства Аюттхая. Дослідник Дуарте Фернандес був першим європейцем, який 1511 року прибув до Аюттхая. Мандаринська назва Сіаму — Xiān luó (暹罗). Століттям пізніше, 15 серпня 1612 року, «Глобус», торговельне судно Ост-Індської компанії, що перевозило листа від короля Якова I, прибуло на «дорогу Сіама». До кінця ХІХ століття назва Сіам настільки закріпився в географічній номенклатурі, що вважалося, що саме під цією назвою, а не під іншою, його й надалі називатимуть. 1939 року країну було перейменовано на Таїланд, що означає «Країна вільних».

## Первісність
Найвідоміші доісторичні поселення в Таїланді часто асоціюються з основними археологічними розкопками в Банчіанг; датування артефактів з цього місця дозволяють припустити, що принаймні до 1500 року до н. е., жителі виготовляли бронзові інструменти, а також вирощували рис. Безліч археологічних розкопок у Таїланді датується бронзовою (1500 до н. е. — 500 до н. е.) і залізною добою (500 р. до н. е. — 500 н. е.). Найдокладніше досліджені місця знаходяться в північно-східній частині країни, особливо в річкових долинах Мун і Чи. Річка Мана, зокрема, є місцем розташування для багатьох обнесених ровом поселень, які мають навколо себе кургани, рови та фортечні вали. Кургани містять свідчення доісторичного проживання тут людей. Близько першого сторіччя християнської ери, відповідно до Фунанських історичних хронік та записів китайських істориків (Coedes), деяка кількість населених пунктів Півдня було організовано в кілька князівств, найранішими з яких, імовірно, були Ланґкасука й Тамбралінґа. Археологічні дані, що датуються періодом від 18 000 до 3 000 років тому, походять переважно з печерних та скельних укриттів і пов'язані з хоабінхійськими збирачами.

## Класичний Таїланд
На початку І  тис. н. е. на території сучасного Таїланду склались перші держави монів — Чіту, Пан Пан, Лангкасука, Двараваті, Тамбралінга та інші. Цьому сприяла торгівля морем з сусідніми країнами та сильний вплив культури Індії (індуїзм, буддизм). У ІІІ-VI ст. південні області сучасного Таїланду потрапили під владу кхмерської держави Фунань. Після її розпаду Двараваті стала найсильнішою монською державою на більшій частині сучасного Таїланду в період VI-ХІ ст. Але в ХІ ст. вона була завойована Камбуджадешою. Існували й інші монські держави — Харіпунджая, Лаво і т. д. Але вторгнення з півночі тайців поклало край їхній історії.

### Перші держави Таїланду
На території сучасного Таїланду є багато пам'яток бронзової (1500—500 рр. до н. е.) та залізної (500 р. до н. е. — 500 р. н. е.) доби. Території, що входять до складу сучасного Таїланду, брали участь у Морському нефритовому шляху, що підтверджено археологічними дослідженнями. Торгова мережа існувала протягом 3 000 років, між 2000 р. до н. е. і 1000 р. н. е. Місцезнаходження Банчіанг (навколо провінції Удонтхані) наразі вважається найдавнішим відомим центром виробництва міді та бронзи в Південно-Східній Азії та датується приблизно 2000 роками до нашої ери. Датування артефактів з цього місця дозволяють припустити, що принаймні до 1500 року до н. е., жителі виготовляли бронзові інструменти, а також вирощували рис.
Безліч археологічних розкопок у Таїланді датується бронзовою (1500 до н. е. — 500 до н. е.) і залізною добою (500 р. до н. е. — 500 н. е.). Найдокладніше досліджені місця знаходяться в північно-східній частині країни, особливо в річкових долинах Мун і Чи. Річка Мана, зокрема, є місцем розташування для багатьох обнесених ровом поселень, які мають навколо себе кургани, рови та фортечні вали. Кургани містять свідчення доісторичного проживання тут людей. Близько першого сторіччя християнської ери, відповідно до Фунанських історичних хронік та записів китайських істориків (Coedes), деяка кількість населених пунктів Півдня було організовано в кілька князівств, найранішніми з яких, імовірно, були Ланґкасука й Тамбралінґа.
Найдавніші відомі записи про політичну одиницю в Індокитаї пов'язані з Фунаном — містом з центром у дельті Меконгу, що охоплювало території сучасного Таїланду. Китайські літописи підтверджують існування Фунань ще в першому столітті нашої ери. Археологічна документація свідчить про тривалу історію людських поселень, починаючи з четвертого століття до нашої ери.
У регіоні також проживало кілька корінних цивілізацій, що розмовляли австроазійською та малайсько-сумбаванською мовами. Однак про Таїланд до XIII століття відомо небагато, оскільки літературних та конкретних джерел мало, а більшість знань про цей період почерпнуто з археологічних даних. Подібно до інших регіонів Південно-Східної Азії, Таїланд зазнав значного впливу культури та релігій Індії, починаючи з королівства Фунан приблизно в I столітті нашої ери й до Кхмерської імперії. Ці «індіанізовані королівства» складаються з Двараваті, Шрівіджаї та Кхмерської імперії. Е. А. Ворец вважає, що буддизм, ймовірно, проник до Таїланду з Індії в I тисячолітті за часів індійського імператора Ашоки з імперії Маур'їв. Пізніше Таїланд перебував під впливом південноіндійської династії Паллавів та північноіндійської імперії Гуптів.

### Центральний Таїланд
Річка Чаопхрая, що знаходиться на території сучасного центрального Таїланду, колись була батьківщиною культури Мон Двараваті, яка панувала з VII по X століття. Семюель Біл виявив серед китайських писемних пам'яток про Південно-Східну Азію таку державу, як «Дуолуободі». На початку XX століття археологічні розкопки під керівництвом Джорджа Коедеса виявили, що провінція Накхонпатхом була центром культури двараваті. Двома найважливішими місцями були Накорн Патом та У Тонг (у сучасній провінції Супхан Бурі). Написи Двараваті були зроблені санскритом та моном з використанням писемності, похідної від паллавського алфавіту південноіндійської династії Паллавів.
Вважається, що Двараваті запозичили буддизм Тхеравади через свої контакти зі Шрі-Ланкою, тоді як правлячий клас брав участь в індуїстських обрядах. Мистецтво Двараваті, включаючи скульптури Будди та ступи, мало сильну схожість з мистецтвом імперії Гуптів в Індії. Східні частини долини Чаопхрая зазнали більшого впливу кхмерської та індуїстської культури, про що свідчать написи кхмерською та санскритом.
Двараваті була мережею міст-держав, які платили данину могутнішим згідно з політичною моделлю мандали. Культура Двараваті поширилася на Ісан, а також на південь аж до перешийка Кра. Культура Двараваті втратила свій вплив приблизно в X столітті, коли вони підкорилися більш єдиній лаво-кхмерській державі.
Приблизно в десятому столітті міста-держави Двараваті об'єдналися в мандали Лаво (сучасний Лопбурі) та Суварнабхум (сучасний Супхан Бурі). За легендою з Північних хронік, у 903 році король Тамбралінги вторгся в Лаво, захопив його та посадив на трон малайського принца. Малайський принц був одружений з кхмерською принцесою, яка втекла від ангкорської династичної кривавої бійні. Син подружжя оскаржив кхмерський престол і став Сур'яварманом I (1006—1050), згідно з /легендою через шлюбний союз підкоривши Лаво кхмерському владі. Сур'яварман I також розширив свої володіння на плато Хорат (пізніше назване «Ісан») і побудував там багато храмів.
Однак у Сур'явармана не було спадкоємців чоловічої статі, і Лаво знову стало незалежним. Після смерті короля Лаво Нарая в королівстві Лаво спалахнула кровопролитна громадянська війна. Кхмерська імперія під керівництвом Сур'явармана II скористалася цим, вторгнулась у Лаво та проголосила свого королевича королем Лаво. Повторне, але припинене кхмерське панування врешті-решт кхмеризувало Лаво. Лаво перетворилося з тхеравадинського міста Мон-Двараваті на індуїстське кхмерське. Лаво стало осередком кхмерської культури та могутності басейну річки Чаупхрая. Барельєф в Ангкор-Ваті зображує армію лаво як одну з підлеглих Ангкору. Цікаво, що тайська армія була зображена як частина армії Лаво за століття до заснування королівства Сукхотай.

### Південний Таїланд
У районі нижче перешийка Кра домінували малайські цивілізації. Ранні малайські королівства описуються китайськими джерелами другого століття як данники Фунану, хоча більшість із них виявилися племінними організаціями, а не повноцінними королівствами. З VI століття південним Таїландом правили дві основні мандали — Кандулі та Лангкасука. Центром Кандулі була територія сучасної провінції Сурат Тані та Лангасуки в провінції Паттані.
Південний Таїланд був центром індуїзму та буддизму махаяни. Чернець династії Тан VII століття Іцзін зупинився в Лангкасуці, щоб вивчати палійську граматику та Махаяну під час своєї подорожі до Індії. У той час королівства Південного Таїланду швидко потрапили під вплив малайського королівства Шривіджая із Суматри. В XI столітті тамільський король Раджендра Чола I з династії Чола вторгся до Тамбралінги.:866

### Північний Таїланд
За «Чамадевівамсою», місто Харіпунджая (сучасний Лампхун) було засноване відлюдниками. Близько 700 року правити містом запросили принцесу королівства Лаво Камадев. Харіпунджая може бути пізнішим (X століття) відгалуженням королівства Лаво або ж пов'язаним з королівством Татон.
Харіпунджая було центром Тхеравади на півночі. Королівство процвітало за часів правління короля Аттаявонга, який 1108 року збудував Ват Пхра Тхат Харіфунчай. Королівство мало міцні стосунки з монським королівством у Татоні. Протягом XI століття Харіпунджая вело тривалі війни з королівством Тай Нгоньян у Чіанг Сені. Ослаблене вторгненнями тайців, Харіпунджая зрештою впав у 1293 році перед Манграєм, королем Лан На, держави-наступника королівства Нгон'ян.

## Феодальний Таїланд

### Прибуття Тайців
Найновіша та найточніша теорія про походження народу тайців передбачає, що їхньою давньою батьківщиною є регіон Гуансі в Китаї. Велика кількість народу тайців, відомих як чжуани, досі живе в Гуансі. Близько 700 року нашої ери, народ тайців, який не зазнав китайського впливу, оселився на території сучасного В'єтнаму, за легендою в місцевості Кхун. Ґрунтуючись на шарах китайських запозичень у прото-південно-західній тайській мові та інших історичних свідченнях, Піттаяват Піттаяпорн (2014) припустив, що ця міграція мала відбутися десь між VIII та X століттями. Тайськомовні племена мігрували на південний захід вздовж річок та через нижні перевали до Південно-Східної Азії, можливо, внаслідок китайської експансії та пригнічення. Китайські історичні тексти зафіксували, що в 722 році 400 000 «лаосців» підняли повстання на підтримку лідера, який проголосив себе королем Наньюе в Гуандуні. Після повстання 722 року близько 60 000 осіб було обезголовлено. У 726 році, після придушення повстання лідером «лаосів» у сучасній Гуансі, понад 30 000 повстанців було захоплено в полон і страчено. У 756 році відбулося чергове повстання, яке залучило 200 000 послідовників і тривало чотири роки. У 60-х роках 80-х років багато місцевих жителів на території сучасного Північного В'єтнаму стали на бік нападників з Наньчжао, і згодом близько 30 000 з них були обезголовлені. У 1040-х роках могутня матріарх-шаманка, на ім'я А Нонг, її головний чоловік, та їхній син, Нонг Чжигао, підняли повстання, захопили Наньнін, протягом 57 днів облягали Гуанчжоу і вбили командирів п'яти китайських армій, посланих проти них, перш ніж вони були розбиті, і багато їхніх лідерів були вбиті. В результаті цих трьох кривавих століть тайці почали мігрувати на південний захід.
Легенда Сімханаваті розповідає, що вождь тайців, на ім'я Сімханаваті близько 800 року нашої ери вигнав корінний народ ва та заснував місто Чіанг Сен. Вперше народ тайців зв'язався з буддійськими королівствами тхеравадінів у Південно-Східній Азії. Через Харіпхунчай, тайці Чіанг Сена прийняли буддизм Тхеравади та санскритські королівські імена. Храм Ват Пхратат Дой Тонг, збудований близько 850 року, символізував благочестя тайців у буддизмі Тхеравади. Близько 900 року між Чіанг Сеном та Харіфунчаєм відбулися великі війни. Війська Мон захопили Чіанг Сеен, а його король утік. У 937 році принц Пром Великий повернув Чіанг Сеен у Мон і завдав жорстоких поразок Харіпхунчаю.
Близько 1000 року нашої ери Чіанг Сен був зруйнований землетрусом, в результаті якого загинуло багато мешканців. Було створено раду, яка деякий час керувала королівством, а потім місцевого жителя Ва, відомого як Лавачаккарадж, було обрано королем нового міста Чіанг Саен або Нгоенянг. Династія Лавачаккарадж правитиме регіоном близько 500 років.
Перенаселення, можливо, спонукало тайців шукати щастя далі на південь. До 1100 року н. е. тай утвердилися як По Кхуни (правлячі батьки) в Нані, Пхрае, Сонгкве, Саванкхалоку та Чаканграо у верхній течії річки Чаопхрая. Ці південні тайські князі зіткнулися з кхмерським впливом з боку Королівства Лаво. Деякі з них стали його підлеглими.

## Період Сукхотай (1238—1438)
Поступово тайські міста-держави ставали незалежними від ослабленої Кхмерської імперії. Кажуть, що 1238 року королівство Сукхотай було засноване як сильне суверенне королівство Шрі Індрадітьєю. У цей час існувала політична особливість, яку «класичні» тайські історики називають «батько керує дітьми». Кожен міг звернутися зі своїми проблемами безпосередньо до короля, для цього перед палацом був дзвін. Місто недовго домінувало в цій місцевості за правління короля Рам Кхамхенга, який, за переказами та легендами, встановив тайський алфавіт, але після його смерті в 1365 році Сукхотай занепав і став підпорядкованим іншій тайській державі, що розвивалася, королівству Аюттхая в нижній течії річки Чаопхраї.
Ще одним тайським утворенням, що співіснувала із Сукхотай, була східна держава Лан На з центром у Чіангмаї. Його засновником був король Манграй. Це місто-держава виникло в той самий період, що й Сукотай. Очевидно, Лан На став тісним союзником Сукотаю. Після того, як виникло королівство Аюттхая і розширило свій вплив з долини Чаупхрая, Сукотай був остаточно підкорений. Постійно відбувалися запеклі бої між Лан На та Аюттхаєю, і зрештою Чіангмай був підкорений, ставши васалом Аюттхаї.
Незалежна історія Лан На закінчилася в 1558 році, коли вона остаточно відійшла до бірманців. Бірма домінувала тут до кінця XVIII століття. Тоді місцеві лідери повстали проти бірманців за допомогою зростаючого тайського королівства Тхонбурі на чолі з королем Таксином. «Північні міста-держави» стали васалами нижчих тайських королівств Тхонбурі та Бангкока. На початку XX століття вони були анексовані і стали частиною сучасного Сіаму, країни, яка зараз називається «Таїланд».

## Період Аюттхаї (1351—1767)
Місто Аюттхая розташовувалося на невеликому острові, оточеному трьома річками. Завдяки своєму зручному розташуванню для захисту, Аюттхая швидко стала могутньою, політично та економічно. Назва Аюттхая походить від Айодх'ї, священного індійського міста.
Перший правитель королівства Аюттхаї, король Утонг (правив 1351—1369), зробив два важливі внески в історію Таїланду: встановлення та просування буддизму тхеравади як офіційної релігії, щоб відрізнити своє королівство від сусіднього індуїстського королівства Ангкор, та складання Дхарма-шастри, правового кодексу, заснованого на індуїстських джерелах та традиційних тайських звичаях. Дхарма-шастра залишалася інструментом тайського права до кінця ХІХ століття.
У 1511 році герцог Афонсу де Альбукерке відправив Дуарте Фернандеса посланцем до королівства Аюттхая, відомого тоді європейцям як «Королівство Сіам». Цей контакт із Заходом протягом XVI століття призвів до періоду економічного зростання, оскільки були встановлені вигідні торговельні шляхи. Аюттхая стала одним із найпроцвітаючих міст Південно-Східної Азії. За даними Джорджа Модельскі, у 1700 році Аюттхая була найбільшим містом світу з населенням близько одного мільйона осіб. Процвітала торгівля, причому голландці та португальці були серед найактивніших іноземців у королівстві, разом із китайцями та малайцями. Були присутні навіть лусонські купці та воїни з Лусона, Філіппіни. Філіппінсько-таїландські відносини вже мали свої попередники, оскільки Таїланд часто експортував кераміку до кількох філіппінських держав, про що свідчить той факт, що коли експедиція Магеллана висадилася в Раджанат Себу, вони помітили тайське посольство до короля Раджі Хумабона. Коли через Латинську Америку іспанці колонізували Філіппіни, іспанці та мексиканці приєдналися до філіппінців у торгівлі з Таїландом.
Період Аюттхаї відомий як золотий вік тайської літератури, мистецтва та торгівлі зі східним і західним світом. Період Аюттхаї також вважається «золотим віком медицини в Таїланді» завдяки прогресу в галузі медицини того часу.
Тайська культура досить суттєвий вплив мала з боку Китаю та Індії. Контакти з Європою розпочались з XVI століття, але водночас Таїланд — єдина країна в Південно-Східній Азії, яка не була колонізованою. Єдиними територіальними втратами країни є 3 південні провінції, що відійшли до британської Малайзії.

### Бірманські війни

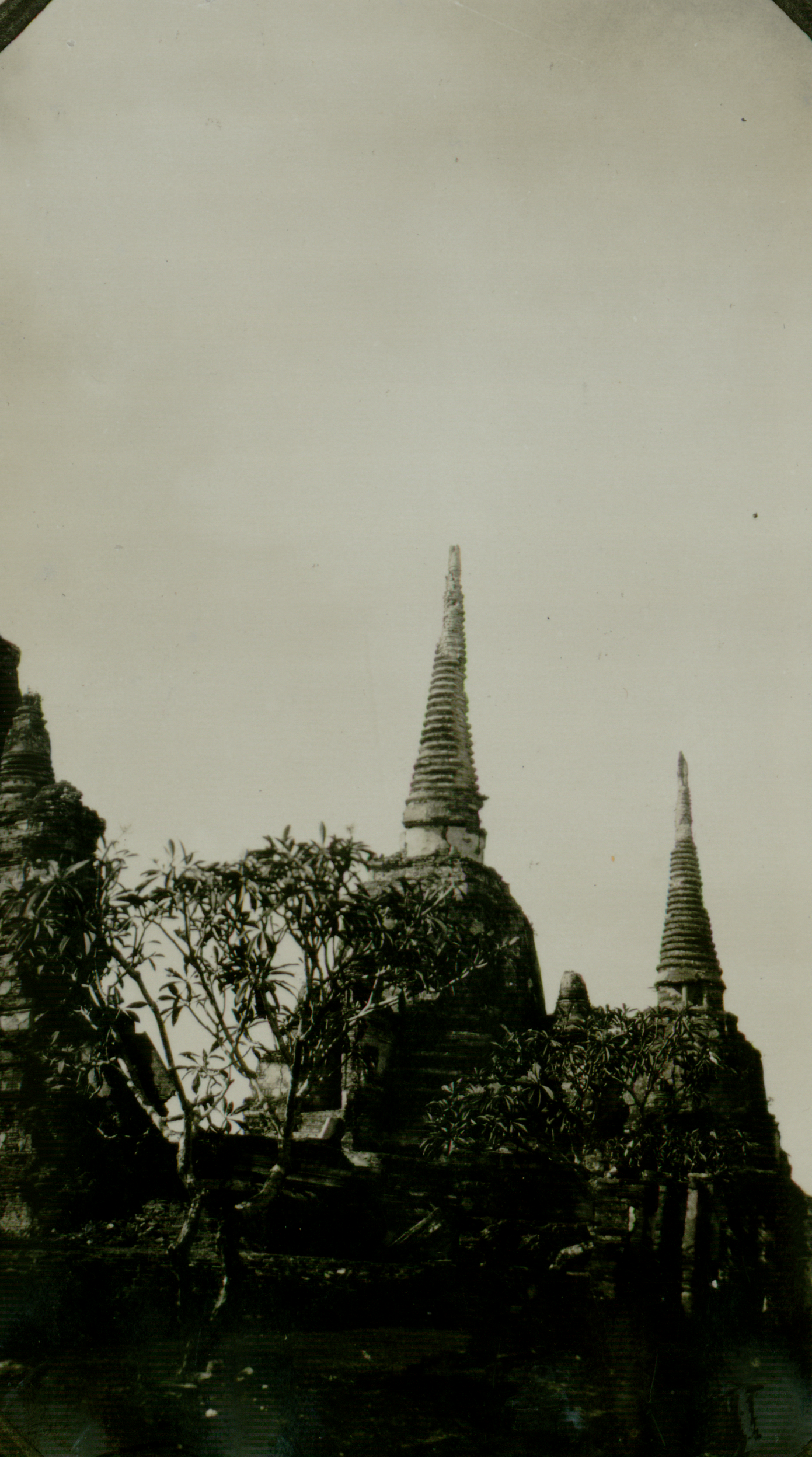
Руїни міста Аюттхая були повністю поховані під масою рослинності джунглів у 1930 році.

Починаючи з середини XVI століття, королівство зазнавало неодноразових нападів з боку династії Таунгу з Бірми. Бірмансько-сіамська війна (1547–1549) розпочалася з бірманського вторгнення та невдалої облоги Аюттхаї. Друга облога (1563—1564), яку очолив король Баїннаун, змусила короля Маха Чаккрапхата здатися в 1564 році. Королівську родину було перевезено до Баго, Бірма, а другого сина короля, Махінтхратхірата, було призначено васалом. У 1568 році Махінтхратхірат повстав, коли його батькові вдалося повернутися з Баго буддійським ченцем. Під час третьої облоги Аюттхая була захоплена в 1569 році, і Баїннаун зробив Маху Таммарачу своїм васалом.
Після смерті Баїннаунга в 1581 році, 1584 року Упараджа Наресуан проголосив незалежність Аюттхаї. Тайці відбили неодноразові бірманські вторгнення (1584—1593), що увінчалося дуеллю на слонах між королем Наресуаном та бірманським спадкоємцем Мінґі Сва у 1593 році під час четвертої облоги Аюттхаї, в якій Наресуан знаменито вбив Мінґі Сва. Бірмано-сіамська війна (1594–1605) — це напад Таїланду на Бірму, в результаті якого було захоплено регіон Танінтарі аж до Моттами в 1595 році та Лан-На в 1602 році. Наресуан навіть вторгся в материкову Бірму аж до Таунгу в 1600 році, але був відкинутий.
Аюттхая розширила сферу свого впливу на значну територію, починаючи від ісламських держав на Малайському півострові, Андаманських морських портів сучасної Індії, королівства Ангкор у Камбоджі та закінчуючи штатами на півночі Таїланду. У XVIII столітті влада королівства Аюттхая поступово занепадала, оскільки боротьба між князями та чиновниками його послаблювала. Віддалені князівства ставали все більш незалежними, ігноруючи накази столиці.
У XVIII столітті настав останній етап розвитку королівства. Бірманці, які захопили Лан-На та об'єднали своє королівство під правлінням могутньої династії Конбаун, у 1750-х та 1760-х роках завдали кількох ударів по Аюттхаї. Зрештою, 1767 року, після кількох місяців облоги, бірманці прорвали зовнішні та внутрішні стіни Аюттхаї, розграбували місто і спалили його дотла. Королівська родина втекла з міста, а останній король Аюттхаї, Екатхат, помер від голоду через десять днів під час свого переховування.

## Період Тонбурі (1767—1782)

### Об'єднання під керівництвом Таксина

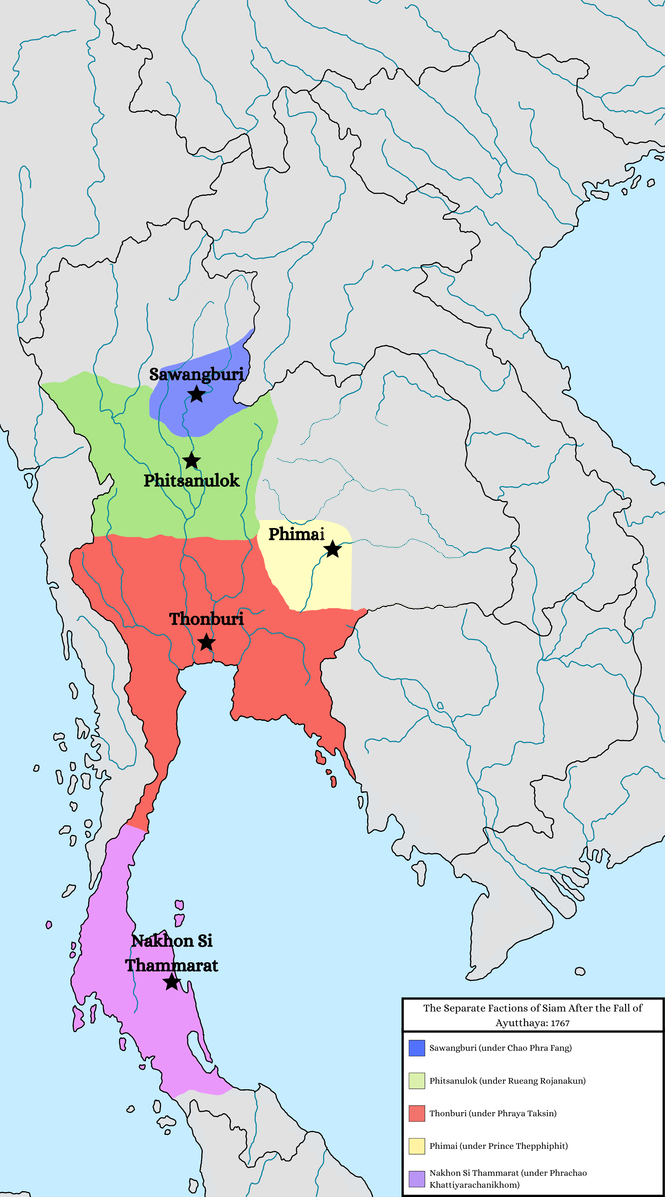
П'ять держав Сіаму, що виникли в результаті розпаду королівства Аюттхая в 1767 році

Після більш ніж 400 років влади у 1767 році, королівство Аюттхая було повалено вторгненням бірманських армій, його столиця була зруйнована, а територія розділена. Незважаючи на повну поразку та окупацію Бірмою, Сіам швидко відновився. Опір бірманському правлінню очолив знатний воєначальник Таксин. Спочатку він вирушив до міста Чонбурі, а потім до Районга, де зібрав невелику армію. Він здійснив несподіваний напад на Чантхабурі та захопив його 15 червня 1767 року. Армія Таксина швидко зростала. Протягом року він розгромив бірманську окупаційну армію та відновив сіамську державу зі столицею в Тхонбурі на західному березі Чаопхраї, за 20 км від Сіамської затоки. У 1767 році він був коронований як король Таксин (тепер офіційно відомий як «Таксин Великий»).

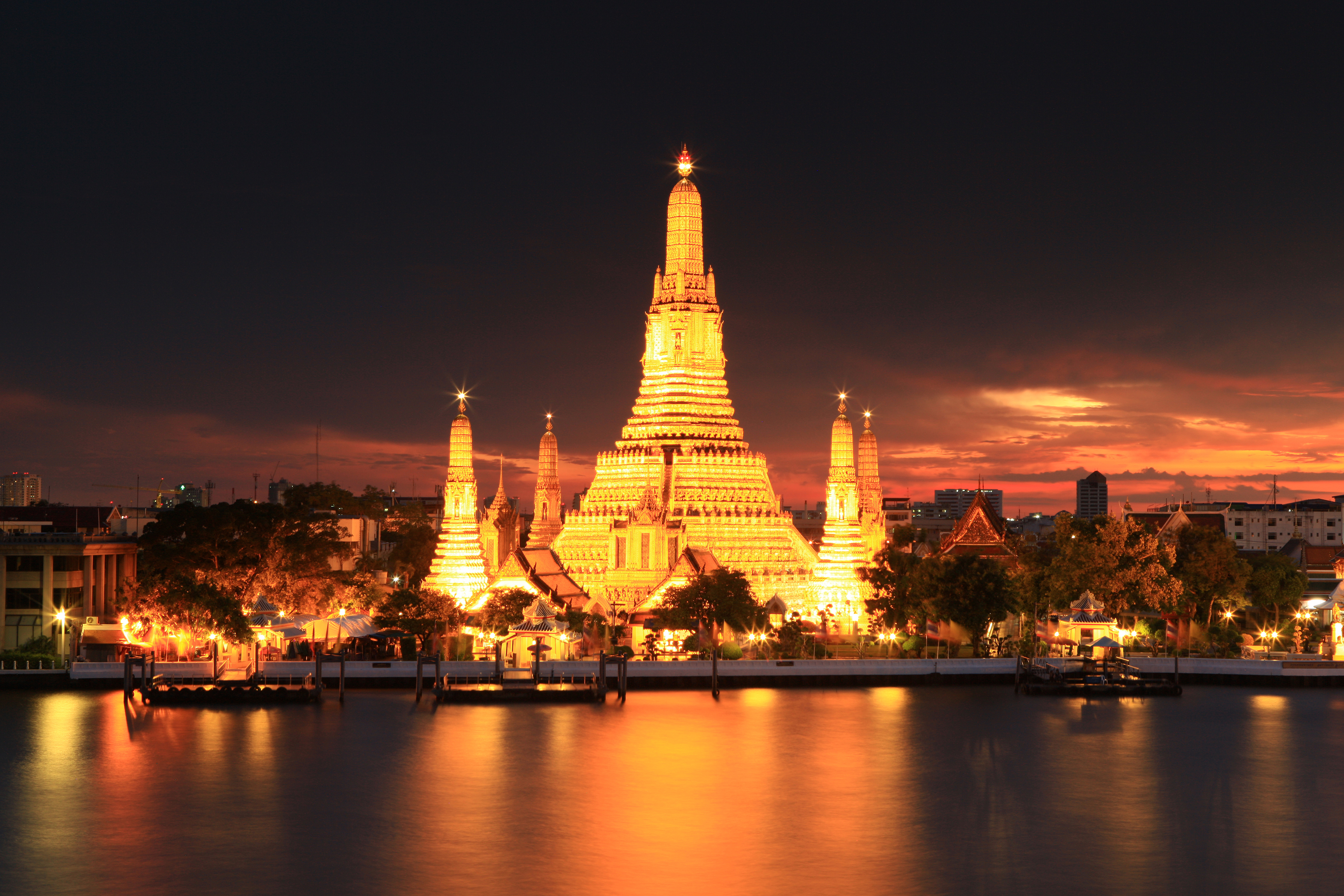
Найвидатніший храм періоду ТхонбуріВат Арун отримав свою назву від індуїстського бога Аруни. Його головний пранг був побудований пізніше, в період Раттанакосін.

Після розграбування Аюттхаї через відсутність центральної влади країна розпалася. Окрім короля Таксина, який організував свої сили в південно-східних провінціях, четверо інших претендентів та воєначальників захопили владу та створили власні сфери впливу. Князь Тепгіпхіт, син короля Боромакота, якому не вдалося здійснити диверсійну операцію проти бірманців у 1766 році, проголосив себе правителем Фімаї і встановив владу над східними провінціями, включаючи Накхонратчасіму або Хорат. Губернатор Пхітсанулока Руанг проголосив себе незалежним, а територія під його контролем поширилася на провінцію Накхонсаван. Буддійський монах на ім'я Руан оголосив себе князем, призначивши інших монахів командувачами армії, в місті Савангбурі (відоме як Фанґ в провінції Уттарадіт). До цього він вивчав буддизм в Аюттхаї з такими чудовими результатами, що король Боромакот призначив його головним ченцем Савангбурі. У південних провінціях, аж до Чумпхона, Пра Палад, який був виконуючим обов'язки губернатора Накхонсітхаммараат, проголосив свою незалежність і взяв княжий титул.
Міцно встановивши свою владу в Тхонбурі, король Таксин поставив собі за мету об'єднати старе королівство, розгромивши регіональних суперників. Після тимчасової відсічі губернатора Пхітсанулока, він зосередився на розгромі найслабшого конкурента: 1768 року князь Тепгіпхіт з Фімаї був підкорений і страчений. Чао Нарасуріявонгсе, один з племінників Таксина, замінив Тепгіпхіта на посаді правителя. Останнім так званим правителем, який все ще кидав виклик королю, був князь Савангбурі (Руан) або Чао Пра Фанг, оскільки він щойно анексував Пхітсанулок після смерті його губернатора. Король Таксин сам очолив експедицію проти нього і захопив його, але принц зник. У випадку з принцом Накхон Сі Таммаратом, який потрапив у полон до лояльного губернатора Паттані, король не лише помилував його, але й подарував йому резиденцію в Тхонбурі.
На період Тонбурі припадає початок масової китайської імміграції до Сіаму. Завдяки наявності китайських робітників процвітали торгівля, сільське господарство та ремесла. Однак перші китайські повстання довелося придушити. Згодом, через стрес та багато факторів король Таксин нібито страждав на психічні розлади. Після державного перевороту, який усунув Таксина від влади, стабільність відновив Чаопрайя Чакрі (пізніше король Рама I). 10 квітня 1782 року Таксин був засуджений до смертної кари.

## Період Раттанакосіна (1782—1932)

### Відновлення за Рами I
Аристократ монського походження генерал Чакрі 1782 року змінив Таксина на посаді та був проголошений Рамою I (Пхра Пхуттхайотфа), першим королем династії Чакрі. Того ж року він заснував нову столицю на березі річки Чаопхрая в районі, відомому як острів Раттанакосін (хоча поселення на обох берегах зазвичай називалися Бангкоком, як у Бернійському договорі 1826 року, так і в Робертському договорі 1833 року столиця згадується як місто Сіа-Ютхія). У 1790-х роках Бірма була розгромлена та вигнана з Сіаму, як його тоді називали. Лан-На також звільнилася від бірманської окупації, але була скорочена до Королівства Чіангмай. Короля нової династії було затверджено як данника монарха Чакрі.
Ймовірно, Чакрі та його родина планували його сходження на престол ще за часів правління його попередника Таксина. Після своєї коронації він розпочав систематичне криваве винищення послідовників Таксина, що відповідає типовому підходу узурпаторів в історії Таїланду.
Нова династія перенесла столицю Тхонбурі на острів Раттанакосін, що знаходиться на території сучасного Бангкока. Раніше Бангкок був невеликим поселенням з фортом, але він був стратегічно розташований на східному березі річки Чаопхрая і був відомий серед іноземних торговців як «ключ до Сіаму». Були побудовані нові палаци та храми: розпочалося будівництво Великого палацу та храму Ват Пхра Кео, де зберігається статуя Смарагдового Будди. Метою короля було перенести колишню пишноту Аюттхаї до нової столиці. 1785 року у своїй новій столиці на пишній церемонії Рама I себе коронував.
За часів правління Рами I зовнішня політика все ще була зосереджена на загрозі з боку Бірми. У 1786 році новий король Бірми Бодавпая наказав дев'яти бірманським арміям несподівано атакувати Сіам. Бірманська армія вторглася через перевал Трьох Пагод. Війна стала відома як «Війна дев'яти армій». Однак сіамці здобули перемогу. У 1805 році Ланна (Північний Таїланд) була значною мірою взята під контроль Бангкока. Рама I також безуспішно намагався завоювати важливі торговельні порти Тенассеріму.
За часів Рами І Камбоджа практично управлялася як провінція Сіаму, оскільки його суперник В'єтнам був зайнятий внутрішніми проблемами. Лише зі сходженням на престол нового в'єтнамського імператора Зя Лонга вплив Сіаму на Камбоджу знову став оскаржуватися. У цю епоху відносини з В'єтнамом посіли чільне місце, оскільки за часів правління Рами І ще не було значних відносин з європейськими колоніальними державами.
Одним з найважливіших досягнень Рами I була кодифікація всіх законів країни у творі на 1700 сторінок під назвою «Закон трьох печаток». Цей закон залишався чинним у своїх основних рисах аж до початку XX століття.
Сіам також мав високий рівень культурних досягнень. Буддійський канон (Палійський канон) був зібраний та переформульований у рамках Великої ради. Розвивалося мистецтво, а також будівництво нових палаців і храмів у столиці. Література та театр також процвітали: були створені такі важливі твори, як епос Рамакієн на 3000 сторінок. Крім того, тайською мовою були перекладені твори з китайської, монської, яванської, перської та індійської мов.
Хоча Рама I багато в чому продовжив традиції Аюттхаї, нова імперія була більш централізованою, ніж її попередники. Особливо важливим нововведенням був посилений акцент на раціональності у стосунках між монархом та його підданими. Рама I був першим королем в історії країни, який виправдовував свої рішення перед найвищими посадовцями.

### Збереження статус-кво за Рами II та Рами III
Король Рама II (Пхра Пхутталоетла) був сином Рами I. Його сходження на престол супроводжувалося змовою, під час якої було вбито 40 осіб. Спокій внутрішнього та зовнішнього світу, який за часів правління Рами II та його наступника Рами III (Пхра Нангклао), панував головним чином завдяки поступкам у конфліктах та побудові добрих стосунків із впливовими кланами в країні.
За часів правління Рами II королівство переживало культурний ренесанс після масованих війн, що переслідували його попередника, особливо в галузі мистецтва та літератури. Серед поетів, які працювали на Раму II, були п'яний письменник Санторн Фу (Пхра Афаі Мані) та Нарін Дібет (Нірат Нарін).
У зовнішніх відносинах спочатку домінували відносини з сусідніми державами, тоді як відносини з європейськими колоніальними державами почали відходити на другий план. У Камбоджі та Лаосі перевагу здобув В'єтнам, і Рама II спочатку визнав цей факт. Коли у 1833-34 роках у В'єтнамі спалахнуло повстання під проводом Рами ІІІ, він спробував підкорити в'єтнамців військовим шляхом, але це призвело до дорогої поразки сіамських військ. Однак у 1840-х роках кхмери самі змогли вигнати в'єтнамців, що згодом призвело до посилення впливу Сіаму в Камбоджі. Водночас Сіам продовжував надсилати данину до Китаю.
Серйозний контакт з британськими колоніальними інтересами відбувся, коли Сіам завоював султанат Кедах на Малайському півострові в 1821 році. Кедах належав до сфери інтересів Великої Британії. Наступного року після складних переговорів з британським посланником Джоном Кроуфордом Сіам був змушений визнати дозавойовницький статус. У цю епоху також спостерігалося обережне відновлення торгівлі та місіонерської діяльності. Зокрема, в Сіамі активно діяли британські торговці, як-от Роберт Гантер («відкривач» сіамських братів Чанга та Енга, справжніх «сіамських близнюків») або Джеймс Гейз, а також місіонери з Європи та Сполучених Штатів, такі як Джейкоб Томлін, Карл Гютцлафф, Ден Біч Бредлі та Жан-Батист Паллегуа. У 1825 році було підписано угоду з британським емісаром Генрі Берні, за якою Сіам визнав британські колоніальні володіння на Малайському півострові та зробив комерційні поступки. Ця угода була зумовлена не в останню чергу швидким успіхом Великої Британії у Першій англо-бірманській війні.
Потенційно небезпечна подія сталася під час повстання Анувонга в 1827 році, коли війська підвладного короля Анувонґа з В'єнтьянського королівства просунулися до Бангкока. Однак вони були знищені, що зміцнило позиції Сіаму в Лаосі. Лаоське населення районів на захід від Меконгу було переселено до тайських провінцій Ісан.
За Рами II та Рами III культура, танці, поезія і, перш за все, театр досягли апогею. Храм Ват Пхо був збудований Рамою III, відомий як перший університет країни.
Правління Рами III нарешті ознаменувалося поділом аристократії щодо зовнішньої політики. Невеликій групі прихильників запозичення західних технологій та інших досягнень протистояли консервативні кола, які натомість пропонували посилення ізоляції. З часів королів Рами II та Рами III консервативно-релігійні кола значною мірою дотримувалися своєї ізоляціоністської тенденції.
Смерть Рами III у 1851 році також означала кінець старої традиційної сіамської монархії: вже були явні ознаки глибоких змін, які впроваджували два наступники короля.

### Модернізація за Рами IV та Рами V (1851—1910)

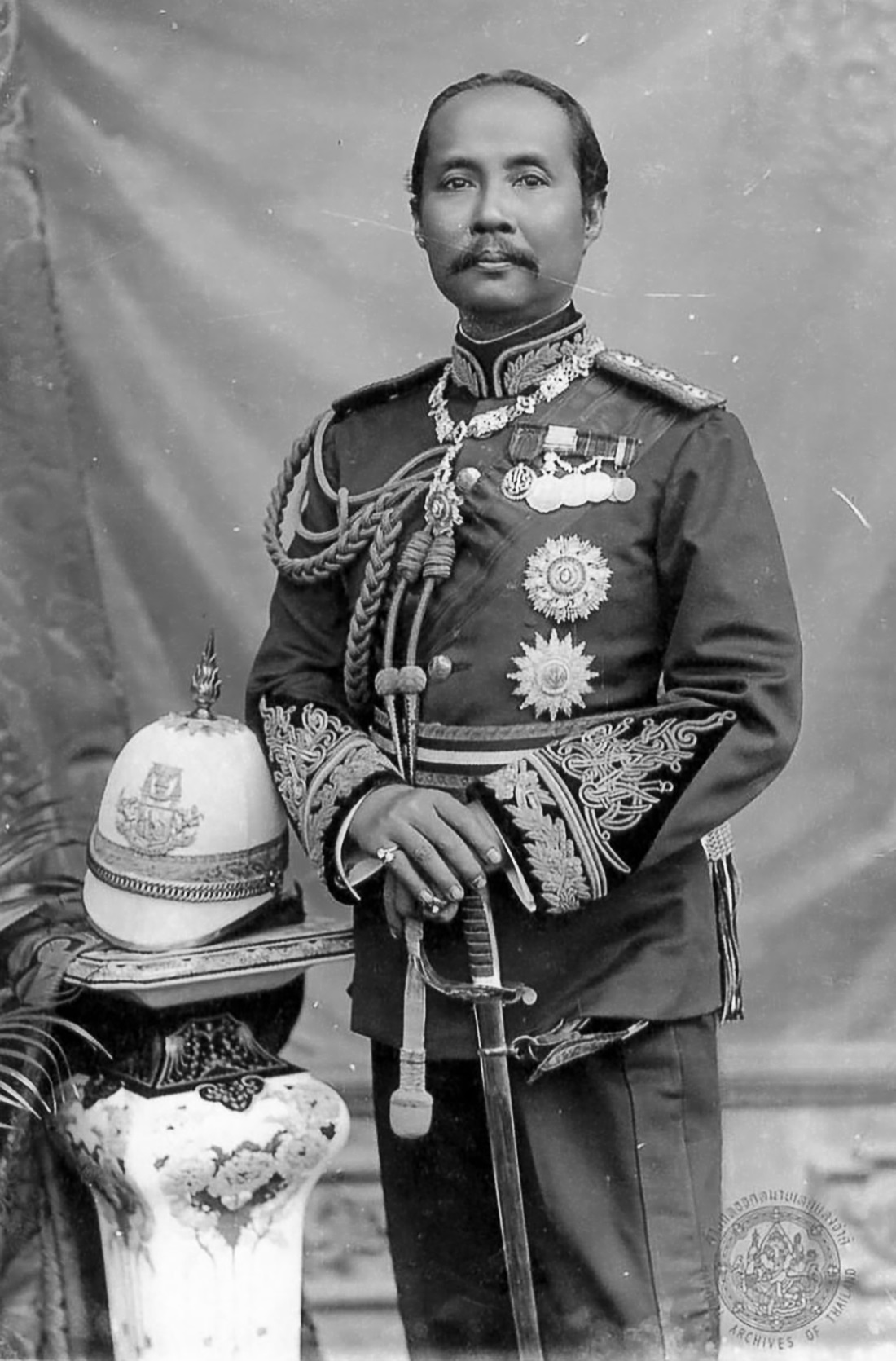
Король Чулалонгкорн

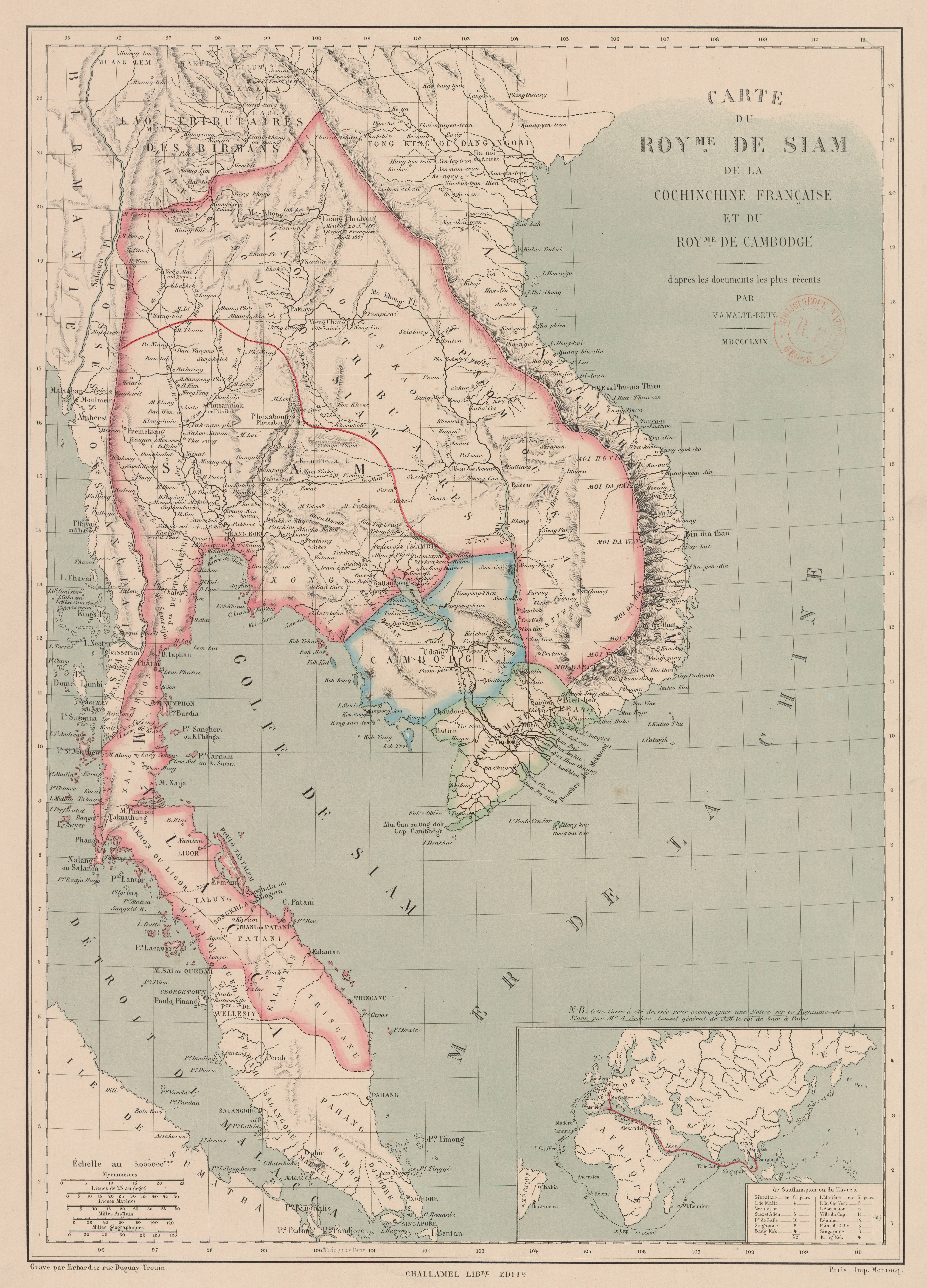
Карта Королівства Сіам з державами-данниками, 1869 рік

Коли король Монгкут (Рама IV) зійшов на сіамський престол, йомусерйозно загрожували сусідні держави. Колоніальні держави Британії та Франції вже просунулися на території, які спочатку належали до сіамської сфери впливу. Монгкут та його наступник Чулалонгкорн (Рама V) усвідомили цю ситуацію та спробували зміцнити оборонні сили Сіаму шляхом модернізації, щоб засвоїти західні науково-технічні досягнення, таким чином уникаючи колонізації.
Два монархи, які правили в цю епоху, були першими із західною освітою. Король Монгкут прожив 26 років як мандрівний монах, а згодом як настоятель Ват Боуоннівет Віхара. Він був не лише досвідченим у традиційній культурі та буддійських науках Сіаму, але й багато займався сучасною західною наукою, спираючись на знання європейських місіонерів та листування із західними лідерами і Папою Римським. Він був першим сіамським монархом, який заговорив англійською мовою.
Колоніальне вторгнення Британської імперії в Бірму на заході та Франції в Індокитай на сході в 1880-х роках викликало занепокоєння серед сіамських еліт, включаючи принца Прісданга, який отримав британську освіту, і який разом з одинадцятьма іншими високопосадовцями запропонував королю Чулалонгкорну зміцнити сіамські інституції за європейським зразком. Деякі з цих реформ відображають необхідність дотримуватися європейських традицій ліберального державного управління та справедливості для збереження легітимності. Прісданг запропонував провести такі реформи:
1. Змінити абсолютну монархію на конституційну монархію,
2. Встановити кабінетну систему або міністерський уряд,
3. Розподілити владу між керівниками відомств,
4. Прийняти закон про престолонаслідування,
5. Змінити систему оплати праці урядовців з комісійної на окладну,
6. Сприяти рівності перед законом,
7. Реформувати правову систему за західним зразком,
8. Сприяти свободі слова,
9. Встановити систему заслуг для урядовців.[47]

Більшість цих реформ було впроваджено через десятиліття після смерті Чулалонгкорна.
Ще в 1855 році Джон Боурінг, британський губернатор Гонконгу, з'явився на військовому кораблі в гирлі річки Чао Прайя. Під впливом успіхів Британії в сусідній Бірмі король Монгкут підписав так званий «Договір Боурінга», який скасовував королівську монополію на зовнішню торгівлю, скасовував імпортні мита та надавав Британії режим найбільшого сприяння. Договір Боурінга означав інтеграцію Сіаму в світову економіку, але водночас королівський дім втратив найважливіші джерела доходу. В наступні роки подібні договори були укладені з усіма західними державами, як-от у 1862 році з Пруссією та 1869 році з Австро-Угорщиною. Від прусського емісара графа Фрідріха Альбрехта цу Ейленбурга до нас дійшов авторитетний звіт про подорож до Сіаму. Дипломатія виживання, яку Сіам культивував за кордоном протягом тривалого часу, досягла свого апогею в цю епоху.
Інтеграція у світову економіку означала для Сіаму, що він став ринком збуту західних промислових товарів та інвестиціями для західного капіталу. Розпочався експорт сільськогосподарської та мінеральної сировини, зокрема трьох продуктів: рису, олова та тикового дерева, які використовувалися для виробництва 90 % експортного обороту. Король Монгкут активно сприяв розширенню сільськогосподарських угідь за допомогою податкових пільг, тоді як будівництво транспортних шляхів (каналів, доріг, а пізніше й залізниць) та приплив китайських іммігрантів дозволили сільськогосподарський розвиток нових регіонів. Натурне господарство селян в долині Нижнього Менама перетворилося на підприємницьке фермерство, яке фактично заробляло гроші своєю продукцією.
1868 року на престол зійшов син Монгкута, король Чулалонгкорн (Рама V). Він був першим сіамським королем, який отримав повну західну освіту, оскільки його навчала британська гувернантка Анна Леоновенс, чиє місце в сіамській історії було вигадано під назвою «Король і я». Спочатку правління Рами V відбувалося під керівництвом консервативного регента Сомдета Чаопрайя Шрі Сурівонгсе, але коли король досяг повноліття в 1873 році, він незабаром взяв владу в свої руки. Він створив Таємну раду і Державну раду, офіційну судову систему і бюджетне управління. Він оголосив, що рабство буде поступово скасовано, а боргова кабала обмежена.

### Західний колоніалізм і передача протекторатів
Два королі, Монгкут і Чулалонгкорн, стали свідками експансії Франції та Великої Британії з метою збільшення своїх колоніальних територій у Південно-Східній Азії та оточення Сіаму. Зі заходу британці завоювали Індію, Бірму та Малайю, а зі сходу французи завоювали Південний В'єтнам та заявили про «захист» Камбоджі, тоді як Сіам втратив свої екстериторіальні права в цих районах на користь нових завойовників.
Будівництво каналу Кра Істмус, заплановане групою підприємців на чолі з інженером Фердинандом де Лессепсом, не було завершено після того, як у Третій англо-бірманській війні 1885 року британці завоювали Бірму, що знаходилася під владою Конбанів. Важливою подією став інцидент у Пакнамі, коли 13 липня 1893 року французькі гарматні човни увійшли в річку Чаопхрая в напрямку Бангкока та були обстріляні з сіамського прибережного форту, що призвело до франко-сіамської кризи. Того ж року Сіам був змушений укласти договір з Францією, за яким територія Лаосу, розташована на схід від Меконгу, була приєднана до Французького Індокитаю. Французи змусили Сіам утриматися від будь-якого впливу на свою колишню васальну державу. У 1887 році було засновано французький Індокитайський союз. У 1896 році Велика Британія та Франція уклали договір, який встановив кордон між їхніми колоніями, а Сіам був визначений як буферна держава.
Після французької кризи 1893 року король Чулалонгкорн усвідомив загрозу з боку західних колоніальних держав і прискорив масштабні реформи в адміністративній, військовій, економічній та суспільній сферах Сіаму, завершивши розвиток нації від традиційної феодальної структури, заснованої на особистому пануванні та залежності, периферійні райони якої були лише опосередковано пов'язані з центральною владою (королем), до централізованої національної держави з встановленими кордонами та сучасними політичними інститутами.
До 1892 року Королівство Сіам контролювало сіамські держави Шан, Лаос, західну Камбоджу та південний Таїланд. Сіам межував на півночі з шанськими князівствами, до яких входив і Качин. На західному кордоні була Бірма. На східному кордоні знаходилися Камбоджа, французька Кохінхіна та Тонкін.
Створення Антанти від 8 квітня 1904 року поклала край суперництву між Великою Британією та Францією щодо Сіаму. Були окреслені французька та британська зони впливу в Сіамі, причому східні території, що прилягають до Французького Індокитаю, стали французькою зоною, а західна, що прилягає до бірманського Тенассеріму, — британською зоною. Британці визнали сферу впливу Франції на схід від басейну річки Менам; у свою чергу, французи визнали британський вплив на територію на захід від басейну Менам. Обидві сторони заперечували будь-яку ідею анексії сіамської території.
Англо-сіамський договір 1909 року визначив сучасний кордон між Сіамом та Британською Малайєю. У договорі зазначалося, що Сіам відмовлявся від своїх претензій на Келантан, Тренгану, Кедах і Перліс на користь Великої Британії, які раніше були частиною напівнезалежних малайських султанатів Паттані та Кедах. Серія договорів з Францією закріпила чинний східний кордон країни з Лаосом та Камбоджею.
У 1904, 1907 та 1909 роках відбулися нові корекції кордонів на користь Франції та Великої Британії. Коли 1910 року помер король Чулалонгкорн, Сіам досяг кордонів сучасного Таїланду. У 1910 році йому мирним наступником став син Вачіравуд, який правив як Рама VI. Він здобув освіту в Королівській військовій академії Сандгерст та Оксфордському університеті та був англізованим джентльменом едвардіанської епохи. Дійсно, однією з проблем Сіаму було розширення розриву між вестернізованою королівською родиною та вищою аристократією та рештою країни. Знадобилося ще 20 років, щоб західна освіта поширилася на решту урядовців та армію.
Тайці дуже пишаються тим, що їхня країна ні разу не була колонізованою. На те є дві причини:
- Таїланд залишили як буферну зону між французькою та британською частинами південної Азії;
- Таїланд мав на той час дуже сильних королів, які боролись за свою незалежність.

### Формування нації під час Ваджіравудха та Праджадіпока (1910—1932)

Сіам у 1900 році

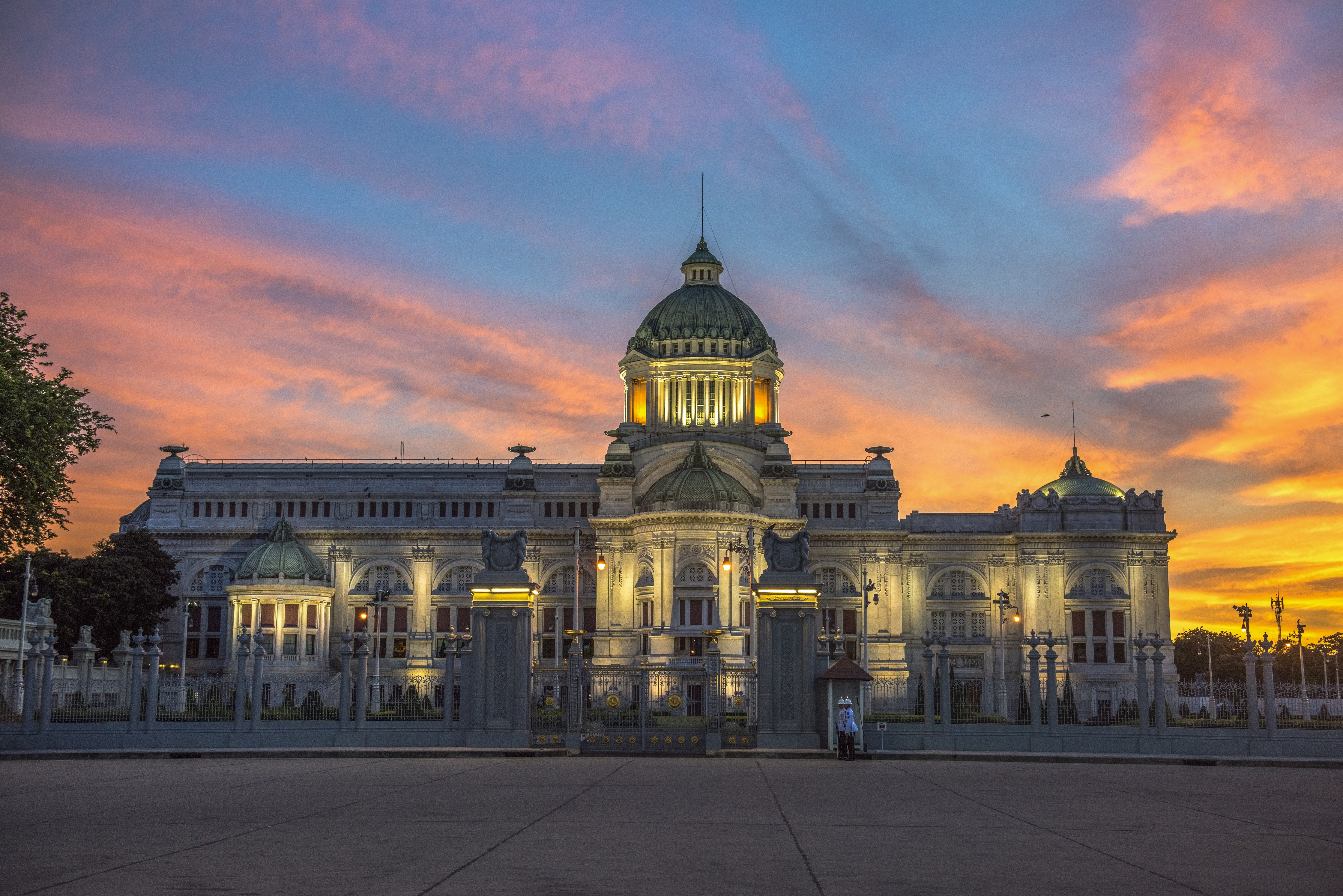
Тронний зал Ананта Самахом — королівська зала для прийомів, побудована в європейському архітектурному стилі. Будівництво було розпочато Рамою V, але завершено у 1915 році.

Наступником короля Чулалонгкорна у жовтні 1910 року став король Рама VI, більш відомий під іменем Вачіравуд. Будучи сіамським кронпринцем, він вивчав право та історію в Оксфордському університеті у Великій Британії. Після сходження на престол він пробачив важливим посадовцям провини своїх відданих друзів, які не належали до знаті та були навіть менш кваліфікованими, ніж їхні попередники, що досі було безпрецедентним у Сіамі. За його правління (1910—1925) було здійснено багато змін, які наблизили Сіам до сучасних країн, зокрема запроваджено григоріанський календар, усі громадяни країни повинні були прийняти прізвища, жінкам заохочували носити спідниці та довге волосся з чубчиком, а також було прийнято закон про громадянство за принципом «Ius sanguinis». У 1917 році було засновано Університет Чулалонгкорн і запроваджено шкільну освіту для всіх дітей віком від 7 до 14 років.
Король Вачіравуд був прихильником літератури, театру, він переклав багато іноземних творів тайською мовою. Він створив духовну основу для своєрідного тайського націоналізму, явища, невідомого в Сіамі. Він базувався на єдності нації, буддизму та королівської влади і вимагав від своїх підданих лояльності до всіх цих трьох інституцій. Король Ваджіравудх також знайшов притулок в ірраціональному і суперечливому антисиніцизмі. В результаті масової імміграції, на відміну від попередніх хвиль імміграції з Китаю, в країну приїхали також жінки і цілі сім'ї, а це означало, що китайці були менш асимільовані і зберегли свою культурну незалежність. У статті, опублікованій королем Вачіравудом під псевдонімом, він описав китайську меншину як «євреїв Сходу».
Король Вачіравуд також створив деякі нові соціальні об'єднання, наприклад, своєрідний скаутський рух Корпус диких тигрів (1911).
У 1912 році молоді військові офіцери спланували палацове повстання, метою якого було безуспішно повалити та усунути короля. Їхніми цілями були зміна системи правління, повалення старого режиму та заміна його сучасною, вестернізованою конституційною системою, а також, можливо, заміна Рами VI принцом, який би більше симпатизував їхнім переконанням.:155 Але король виступив проти змовників і засудив багатьох з них до тривалих термінів ув'язнення. Члени змови складалися з військових і флоту, статус монархії був поставлений під сумнів.

### Перша світова війна

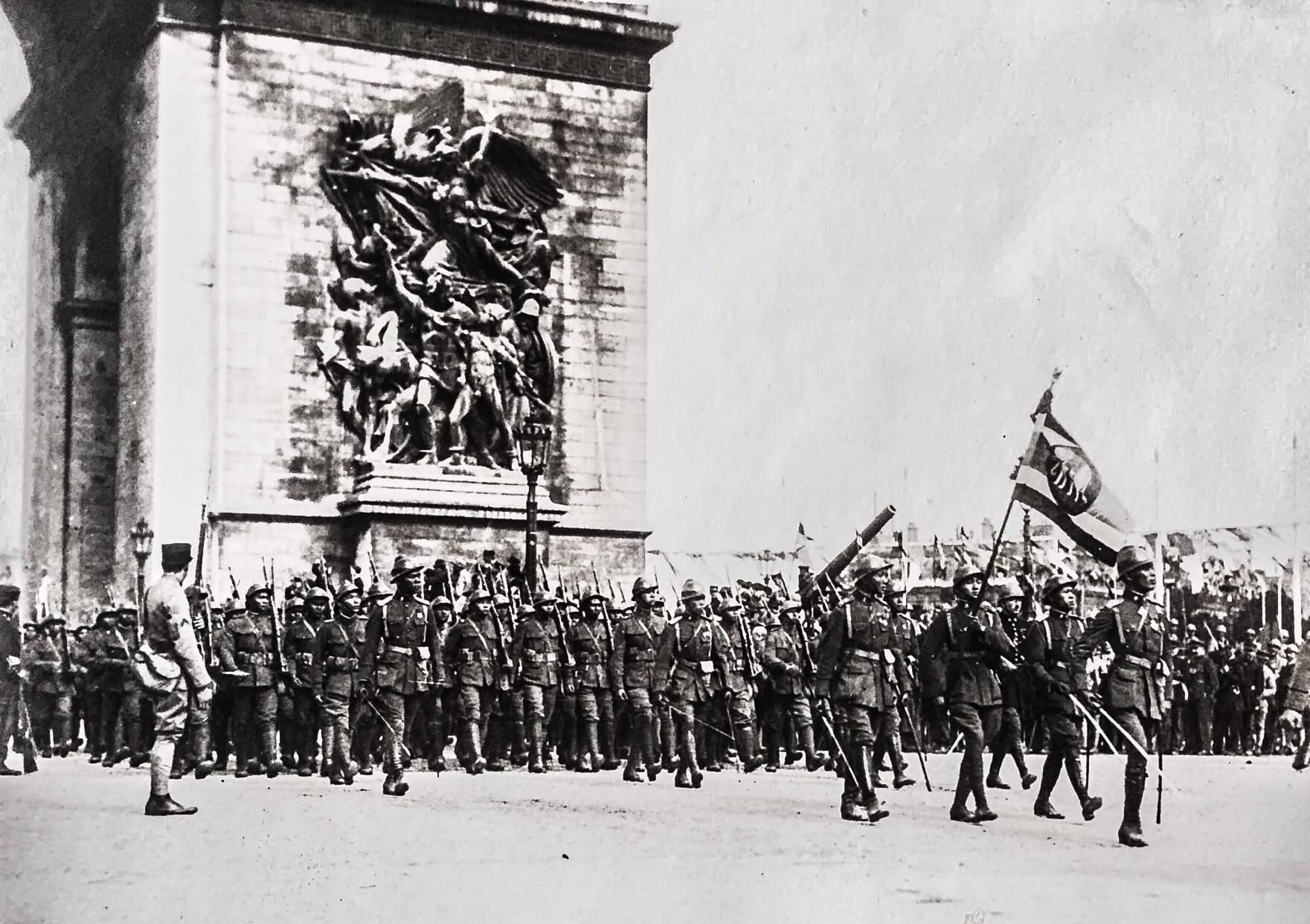
Сіамські експедиційні сили на параді Перемоги в Парижі, 1919 рік.

У 1917 році Сіам оголосив війну Німеччині та Австро-Угорщині, головним чином для того, щоб здобути прихильність британців та французів. Символічна участь Сіаму у Першій світовій війні забезпечила йому місце на Версальській мирній конференції, і міністр закордонних справ Девавонгсе скористався цією можливістю, щоб виступити за скасування нерівноправних договорів ХІХ століття та відновлення повного суверенітету Сіаму. Сполучені Штати взяли на себе зобов'язання у 1920 році, а Франція та Велика Британія — у 1925 році. Ця перемога принесла королю певну популярність, але невдовзі вона була підірвана невдоволенням з інших питань, таких як його екстравагантність, яка стала більш помітною, коли в 1919 році в Сіамі почалася різка післявоєнна рецесія. До того ж, король не мав сина. Він, очевидно, віддавав перевагу чоловічому товариству перед жіночим (питання, яке саме по собі не дуже хвилювало сіамців, але яке підривало стабільність монархії через відсутність спадкоємців).
Таким чином, коли 1925 року Рама VI раптово помер у віці лише 44 років, монархія вже була в ослабленому стані. Йому наступником став його молодший брат Прачадіпок.
До 1925—1926 років екстериторіальні права сіамців були відновлені через п'ять років.

## Ранні роки конституційної монархії (1932—1945)

### Революція та складний компроміс

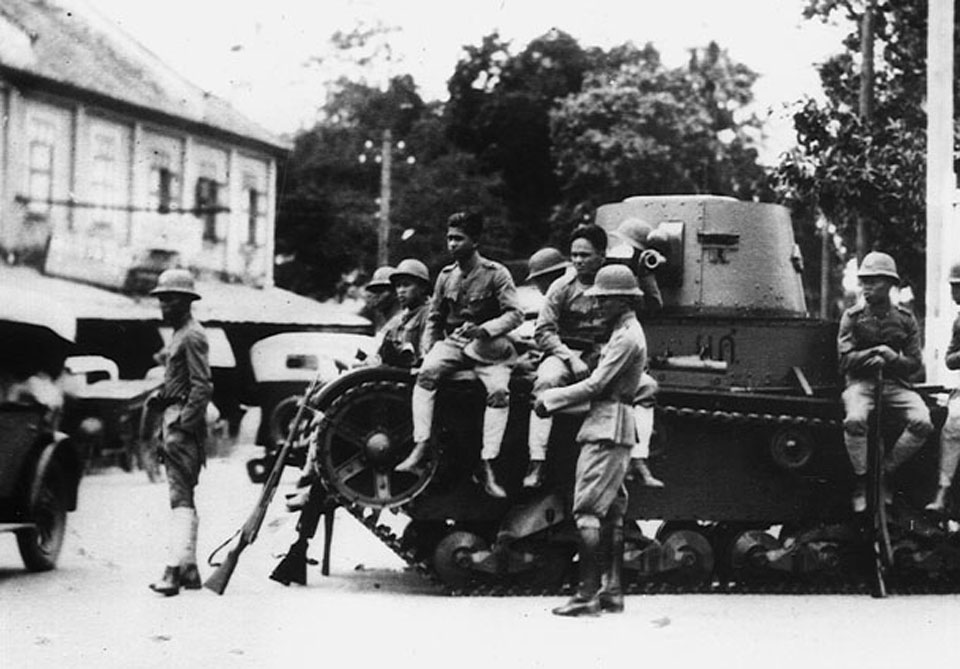
Солдати під час революції 1932 року

Невелике коло колишніх студентів, що набирали обертів у зростаючій буржуазії (всі вони завершили навчання в Європі, здебільшого в Парижі), за підтримки деяких військових, 24 червня 1932 року захопило владу в абсолютного монарха в результаті майже ненасильницької революції. Подію називали «Сіамською революцією». Група, яка називала себе Хана Рацадон або засновники, зібрала офіцерів, інтелектуалів та бюрократів, які представляли ідею відмови від абсолютної монархії.

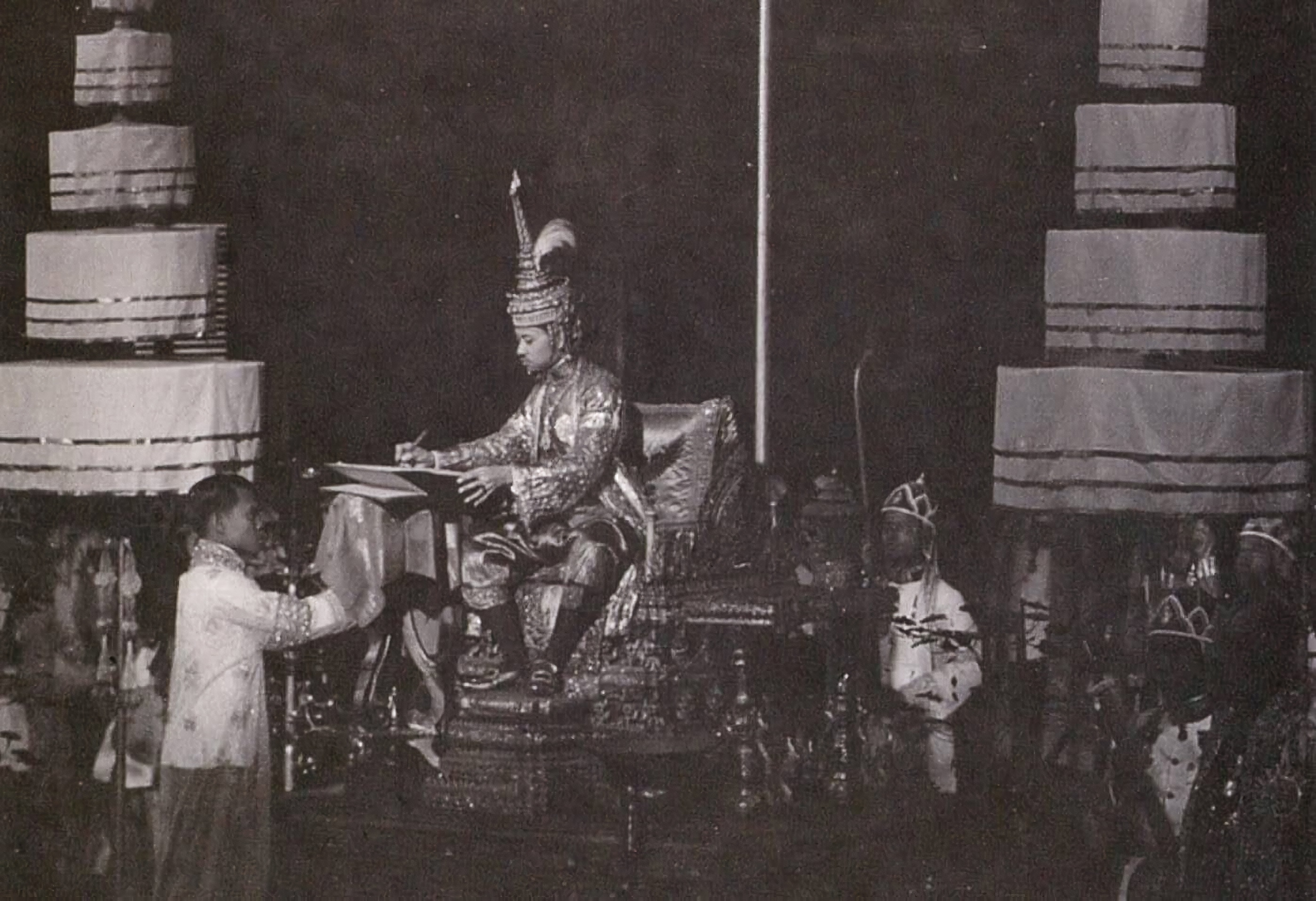
Король Прачадіпок 10 грудня 1932 року підписує Постійну конституцію Сіаму

Хана Ратсадон встановила конституційну монархію з Прачадіпоком на чолі — відповідна конституція була проголошена 10 грудня того ж року. Того ж дня досвідчений і досить консервативний юрист Пхрая Манопакорн Нітітада був призначений першим прем'єр-міністром Сіаму. Обравши безпартійного главу уряду, Хана Рацадон хотіла уникнути підозр, що переворот було здійснено лише для того, щоб прийти до влади. Однак повалення монархії не призвело до вільних виборів, а політичні союзи були заборонені. Владу Національних зборів поділили урядовці та військові. Конституція була додана як четвертий стовп до монархічної ідеології («нація, віра, король»).
У наступний період стало зрозуміло, наскільки неоднорідною була група Хана Ратсадон, і вона розпалася на кілька ворогуючих течій, особливо на ті, що складалися з вищих офіцерів, молодших офіцерів та цивільних осіб. З ліберального та цивільного крила, Пріді Паномьонг прагнув глибокої трансформації соціальної та економічної системи країни. З цією метою він представив економічний план у січні 1933 року, який став відомий як «Досьє з жовтої книги» (тай. สมุดปกเหลือง). Серед іншого, він пропонував націоналізацію сільськогосподарських угідь, індустріалізацію через державні компанії, загальну охорону здоров'я та пенсійне страхування. Проти цього плану виступили король, досить консервативний прем'єр-міністр Прая Манопакорн, високопоставлені офіцери в Хана Ратсадоні з оточення Прая Сонгсурадета і навіть друг і колега Пріді Праюн Фамонмонтрі.
Побоюючись, що ліберальне крило Пріді, яке мало більшість у Національній асамблеї, вирішить вжити заходів, Прая Манопакорн у квітні розпустив парламент, запровадив надзвичайний стан і скасував конституцію, якому ще не виповнилося й року. Він запровадив закон проти комуністичної діяльності, який був спрямований не стільки проти майже незначної Комуністичної партії Таїланду, скільки проти передбачуваних комуністичних проєктів Пріді. Однак молодші офіцери Хана Ратсадона вчинили опір і протидіяли діям Прая Манопакорна під час чергового державного перевороту лише через рік, у червні 1933 року, в результаті чого Прая Пхахон був призначений другим прем'єр-міністром Сіаму.

### Піднесення Хани Рацадон
Після падіння Прая Манопакорна новим прем'єр-міністром став Прая Пхахон. Пріді Паномьонг був звільнений від звинувачень у комунізмі, але його економічний план був значною мірою проігнорований. Лише деякі з його ідей, як-от розширення початкових шкіл та індустріалізація за допомогою державних підприємств, були поступово реалізовані. У 1933 році Пріді заснував Університет Таммасат у Бангкоку, який завдяки своєму ліберальному іміджу залишається символом свободи і демократії. Водночас у Народній партії зміцнилася націоналістична група на чолі з Пібунсонграмом, орієнтована на тоталітарні ідеї Італії, Німеччини, Японії, а також «молодотурків» (Кемаль Ататюрк).
Численні неврегульовані конституційні ролі корони та невдоволення Ханою Ратсадон, особливо посадою Пріді в новому уряді, досягли кульмінації в жовтні 1933 року реакційним повстанням Боворадет, організованим роялістськими угрупованнями. Роялістів очолював принц Бовуадет, міністр оборони Праджадхіпока. Його війська, мобілізовані з провінційних гарнізонів, захопили аеродром Дон Муанг і втягнули Сіам у невелику громадянську війну. Після важких боїв на околицях Бангкока роялісти були остаточно розбиті, і принц Боворадет вирушив у вигнання до Французького Індокитаю.
Після повстання Боворадета та деяких інших розбіжностей з Ханою Ратсадоном король Прачадіпок зрікся престолу і відправився у вигнання. Його місце короля зайняв його дев'ятирічний племінник принц Ананда Махідол (король Рама VIII), який на той час навчався в школі в Лозанні, Швейцарія. Популярність Плека Пібунсонграма зросла завдяки його ролі в керівництві антиповстанськими силами.
За цей час Пріді відіграв важливу роль у модернізації державного управління Таїланду: завершив розробку правових кодексів Таїланду, створив систему місцевого самоврядування.

### Диктатура Пібунсонграма

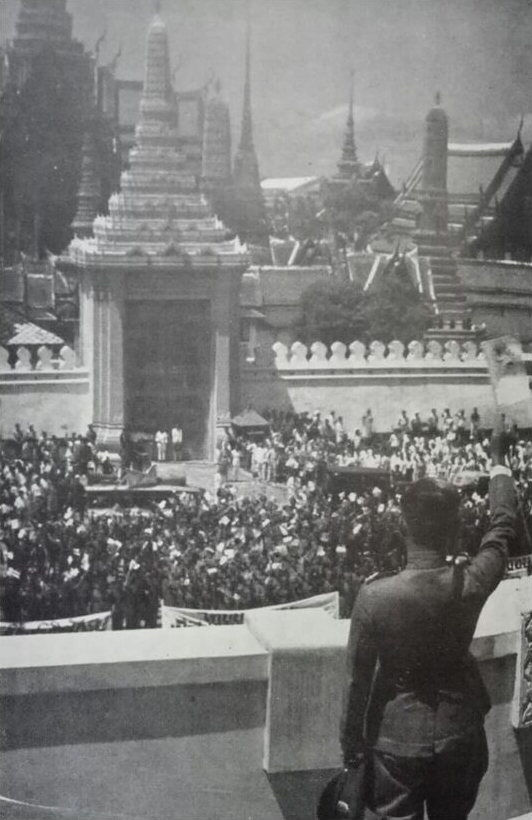
Пібун вітає студентів Університету Чулалонгкорн у Великому палаці Бангкока — 8 жовтня 1940 року.

Коли у вересні 1938 року Пібунсонграма змінив Пхраю Пхахон на посаді прем'єр-міністра, військове та цивільне крила Хана Ратсадон ще більше розійшлися, а військове панування стало більш очевидним. Пібунсонграм почав схиляти уряд до мілітаризму та тоталітаризму, а також створювати навколо себе культ особистості.
Поразка Франції у французькій кампанії стала каталізатором для тайського керівництва, щоб розпочати наступ на французький Індокитай. Все почалося з менших конфліктів у 1940 році та призвело до франко-тайської війни в 1941 році. Країна зазнала важкої поразки в морській битві при Ко Чангу, але домінувала на суші та в повітрі. Японська імперія, яка вже була домінуючою державою в регіоні Південно-Східної Азії, взяла на себе роль посередника. Переговори завершили конфлікт територіальними здобутками Таїланду у французьких колоніях Лаосу та Камбоджі.
До 1942 року Пібунсонграм видав серію культурних декретів («раттанієм») або тайських культурних мандатів, які відображали прагнення до соціальної модернізації, а також авторитарний та перебільшено націоналістичний дух. Спочатку в 1939 році він змінив назву країни Сіам на Таїланд (Пратхет Тай) (тай. ประเทศไทย). Це базується на ідеї «тайської раси», пантайському націоналізмі, програма якого полягає в інтеграції шан, лао та інших тайських народів, таких як ті, що живуть у В'єтнамі, Бірмі та Південному Китаї, у «Велике Королівство Таїланд» (тай. มหาอาณาจักรไทย). Інші укази закликали громадян прийняти модернізацію за західним зразком.

### Друга світова війна
Після закінчення франко-тайської війни уряд Таїланду оголосив нейтралітет. Коли 8 грудня 1941 року японці вторглися до Таїланду, через кілька годин після нападу на Перл-Харбор, Японія вимагала права перекинути війська через Таїланд до малайського кордону. Після нетривалого опору Пібун прийняв вимоги Японії. Уряд налагодив відносини з Японією, підписавши у грудні 1941 року військовий союз. Японські армії використовували країну як базу для своїх вторгнень до Бірми та Малайї. Однак, вагання поступилися місцем ентузіазму після того, як японці пройшли через Малайю у «велосипедному бліцкригу» з напрочуд незначним опором. Наступного місяця Пібун оголосив війну Британії та Сполученим Штатам. Того ж дня Таїланду оголосили війну Південна Африка та Нова Зеландія. Невдовзі за ними це зробила Австралія. Усіх, хто виступав проти японського союзу, було звільнено з його уряду. Пріді Паномьонг був призначений виконуючим обов'язки регента відсутнього короля Ананди Махідола, тоді як Дірек Джаянама, видатний міністр закордонних справ, який виступав за продовження опору японцям, пізніше був направлений до Токіо послом. Сполучені Штати вважали Таїланд маріонеткою Японії та відмовилися оголошувати війну. Коли союзники здобули перемогу, Сполучені Штати заблокували британські зусилля нав'язати каральний мир.
Тайці та японці домовилися, що держави Шан та Кая мають бути під контролем Таїланду. 10 травня 1942 року тайська армія Фаяп увійшла до східної частини штату Шан у Бірмі, а тайська армія регіону Бірми — до штату Каях та деяких частин центральної Бірми. Три тайські піхотні та одна кавалерійська дивізії, очолювані бронетанковими розвідувальними групами та за підтримки повітряних сил, вступили в бій з відступаючою 93-тю китайською дивізією. Головна ціль, Кентун, був захоплений 27 травня. Поновлення наступів у червні та листопаді призвело до відступу китайців до Юньнаня. Територія, що включає штати Шан та Каях, була анексована Таїландом у 1942 році. Вони були б передані назад Бірмі 1945 року.
Сері Тай (Рух за вільний Таїланд) — підпільний рух опору проти Японії, заснований Сені Прамоджем, послом Таїланду у Вашингтоні. Очолювана зсередини Таїланду з офісу регента Пріді, вона діяла вільно, часто за підтримки членів королівської родини, таких як принц Чула Чакрабон, та членів уряду. Коли Японія наближалася до поразки, а підпільний антияпонський опір Сері Тай неухильно зростав, Національні збори витіснили Пібуна. Його шестирічне правління як військового головнокомандувача добігло кінця. Його відставка була частково викликана тим, що два його грандіозні плани зазнали краху. Один з них полягав у перенесенні столиці з Бангкока до віддаленого місця в джунглях поблизу Пхетчабуна в північно-центральному Таїланді. Інший — побудувати «буддійське місто» поблизу Сарабурі. Ці ідеї, оголошені в часи серйозних економічних труднощів, налаштували проти нього багатьох урядовців.
Після закінчення війни Пібуна за наполяганням союзників судили за звинуваченням у скоєнні воєнних злочинів, головним чином у співпраці з державами Осі. Однак під сильним тиском громадськості його було виправдано. Громадська думка все ще була прихильна до Пібуна, оскільки вважалося, що він зробив усе можливе для захисту тайських інтересів, зокрема, використовуючи союз з Японією для підтримки розширення тайських територій у Малайї та Бірмі.

### Окупація Таїланду союзниками

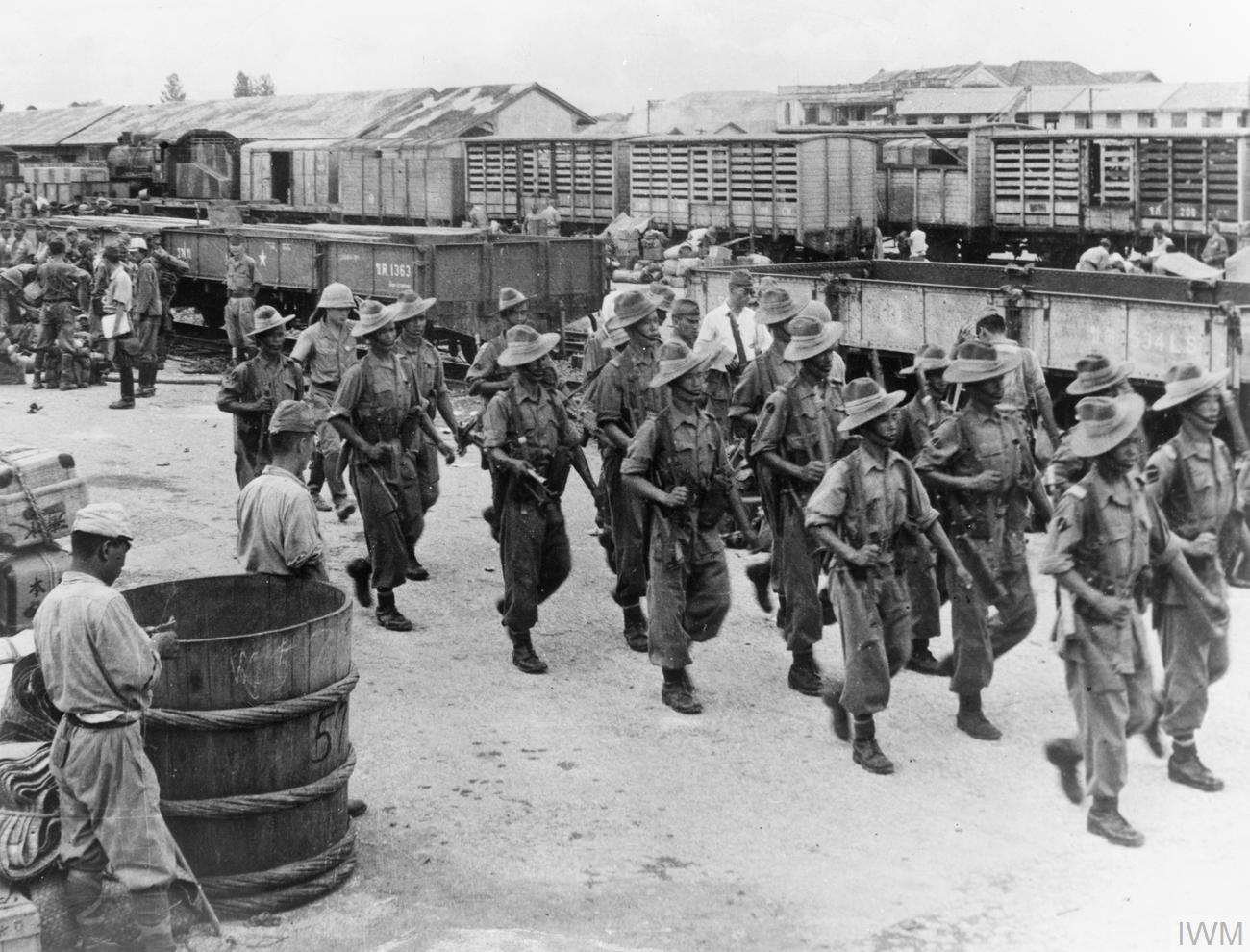
Гуркхи супроводжують роззброєних японських солдатів з Бангкока до таборів для військовополонених за містом, вересень 1945 року

Після поразки Японії у 1945 році британські, індійські війська та американські спостерігачі висадилися у вересні і під час короткої окупації частини країни роззброїли японські війська. Після репатріації британці пішли у березні 1946 року.
На початку вересня висадилися передові підрозділи 7-ї індійської піхотної дивізії генерал-майора Джеффрі Чарльза Еванса у супроводі Едвіни Маунтбаттен. Пізніше того ж місяця Сені Прамодж повернувся з Вашингтона, щоб замінити Таві на посаді прем'єр-міністра. Вперше за понад десять років уряд був під контролем цивільних осіб. Але подальша фракційна боротьба за владу наприкінці 1945 року створила політичні розбіжності в лавах цивільних лідерів, які знищили їхній потенціал для спільного виступу проти відродження політичної сили військових у повоєнні роки.
Після підписання Таїландом Вашингтонської угоди 1946 року території, анексовані після французько-таїландської війни, включаючи провінції Пібунсонгкхрам, Накхонтямпасак, Пхра Табонг, Кохконг та Ланчанг, були повернуті Камбоджі та Лаосу.
Крім того, післявоєнні домовленості з союзниками послабили цивільний уряд. Завдяки внеску, зробленому Рухом за свободу Таїланду у військові зусилля союзників, Сполучені Штати, які, на відміну від інших союзників, ніколи офіційно не воювали з Таїландом, утрималися від повоєнних мирних переговорів з Таїландом як з ворожою країною. Однак перед підписанням мирного договору Британія вимагала військових репарацій у вигляді поставок рису до Малайї. Англо-тайський мирний договір був підписаний 1 січня 1946 року, а австралійсько-тайський мирний договір — 3 квітня. Франція відмовилася дозволити Таїланду вступ до Організації Об'єднаних Націй, доки не будуть повернуті території Індокитаю, анексовані під час війни. Радянський Союз наполягав на скасуванні антикомуністичного законодавства.

## Період Пуміпона (1946—2016)

### Демократичні вибори та повернення військових
У січні 1946 року відбулися вибори. Це були перші вибори, на яких політичні партії були легальними, а Народна партія Пріді та її союзники здобули більшість. У березні 1946 року Пріді став першим демократично обраним прем'єр-міністром Сіаму. У 1946 році, після того, як він погодився повернути індокитайські території, окуповані в 1941 році, як ціну за вступ до Організації Об'єднаних Націй, усі претензії воєнного часу до Сіаму були зняті, і була отримана значна допомога від США.
У грудні 1945 року молодий король Ананда Махідол повернувся з Європи до Сіаму, але в червні 1946 року його знайшли застреленим у власному ліжку за загадкових обставин. Трьох палацових слуг судили та стратили за його вбивство, хоча щодо їхньої вини існують значні сумніви, і справа залишається одночасно туманною та дуже делікатною темою в Таїланді й сьогодні. Наступником короля став його молодший брат, Пуміпон Адульядет. У серпні через підозри у причетності до убивства короля Пріді був змушений піти у відставку. Без його керівництва цивільний уряд зазнав краху, а в листопаді 1947 року армія, відновивши довіру після розгрому 1945 року, захопила владу. Після тимчасового уряду на чолі з Хуангами, у квітні 1948 року армія повернула Пібуна з вигнання та призначила його прем'єр-міністром. Пріді, у свою чергу, був вигнаний, і зрештою оселився в Пекіні як гість КНР.

### Холодна війна (1947—1989)
Повернення Пібуна до влади збіглося з початком холодної війни та встановленням комуністичного режиму в Північному В'єтнамі. Незабаром він заручився підтримкою Організації Об'єднаних Націй. Знову почалися арешти і суди над політичними опонентами, деяких з них стратили. У цей час кілька ключових фігур вільного тайського підпілля воєнного часу, в тому числі Тавін Удом, Таві Таветікул, Чан Буннак і Тян Сірікхант, були позасудово ліквідовані тайською поліцією, якою керував безжалісний соратник Пхібуна Пао Сіріянон. У 1948, 1949 і 1951 роках прихильники Пріді робили спроби контрперевороту, причому друга спроба призвела до важких боїв між армією і флотом, перш ніж Пібун здобув перемогу. Під час спроби військово-морського перевороту 1951 року, відомого як Манхеттенський переворот, Пібун ледь не загинув, коли корабель, на якому його утримували в заручниках, був розбомблений проурядовою авіацією.
Хоча номінально Таїланд був конституційною монархією, ним правила низка військових урядів, найвизначнішим з яких був очолюваний Пібуном, що чергувалися з короткими періодами демократії. Таїланд брав участь у Корейській війні. Партизанські сили Комуністичної партії Таїланду діяли в країні з початку 1960-х років до 1987 року. Вони включали 12 000 повноцінних бійців на піку руху, але ніколи не становили серйозної загрози для держави.
До 1955 року Пібун втрачав свою керівну позицію в армії на користь молодших суперників на чолі з фельдмаршалом Сарітом Танаратом та генералом Таномом Кіттікачорном. Армія Саріта здійснила безкровний переворот 17 вересня 1957 року, що назавжди поклало край кар'єрі Пібуна. Цей переворот започаткував давню традицію військових режимів у Таїланді, підтримуваних США. До 1958 року прем'єр-міністром був Таном, потім поступився своїм місцем Саріту, справжньому голові режиму. Саріт утримував владу до своєї смерті в 1963 році, коли Таном знову взяв на себе ініціативу.

### Зростання американського впливу
У 1948 році уряд Пібунсонграма оголосив, що в холодній війні Таїланд займе антикомуністичну позицію. Приблизно в той самий час Сполучені Штати почали розглядати Таїланд як важливий бастіон проти комунізму в Азії і шукали шляхи підтримки уряду. У програмній заяві Державного департаменту в 1950 році зазначалося, що «ефективний опір комунізму повинен ґрунтуватися на широкій громадській підтримці всередині країни», а також зазначалося, що Таїланд отримає виплату в розмірі 10 000 000 доларів допомоги. У 1950 році Таїланд направив війська на Корейську війну, а в 1954 році Таїланд приєднався до Організації договору Південно-Східної Азії (СЕАТО). Фінансова та технічна підтримка США значною мірою принесла користь збройним силам.
Під час Першої індокитайської війни Сполучені Штати все більше зосереджувалися на забезпеченні довгострокового статусу Таїланду як антикомуністичної держави за допомогою психологічних програм. У вересні 1953 року ключовий архітектор ЦРУ Вільям Донован був відправлений до Таїланду, щоб заручитися підтримкою націоналістичної еліти Таїланду. Це включало велику індоктринаційну кампанію, спрямовану на переконання таїландської бюрократії в тому, що інтереси їхньої країни збігаються з інтересами США. Протягом 1950-х років американський вплив у Таїланді закріпився, оскільки його статус бастіону проти комунізму був закріплений. Одними з найвідоміших перших відвідувачів були науковці зі зростаючих кампусів країнознавства у Сполучених Штатах. Найбільш помітним був Корнельський університет, який заснував проект Банг Чан у сільській місцевості на північ від Бангкока. Протягом десятиліть це місце було ключовим для американських науковців, які приїжджали сюди для проведення етнографічних досліджень тайського народу.

### Індокитайські війни та комуністичне повстання

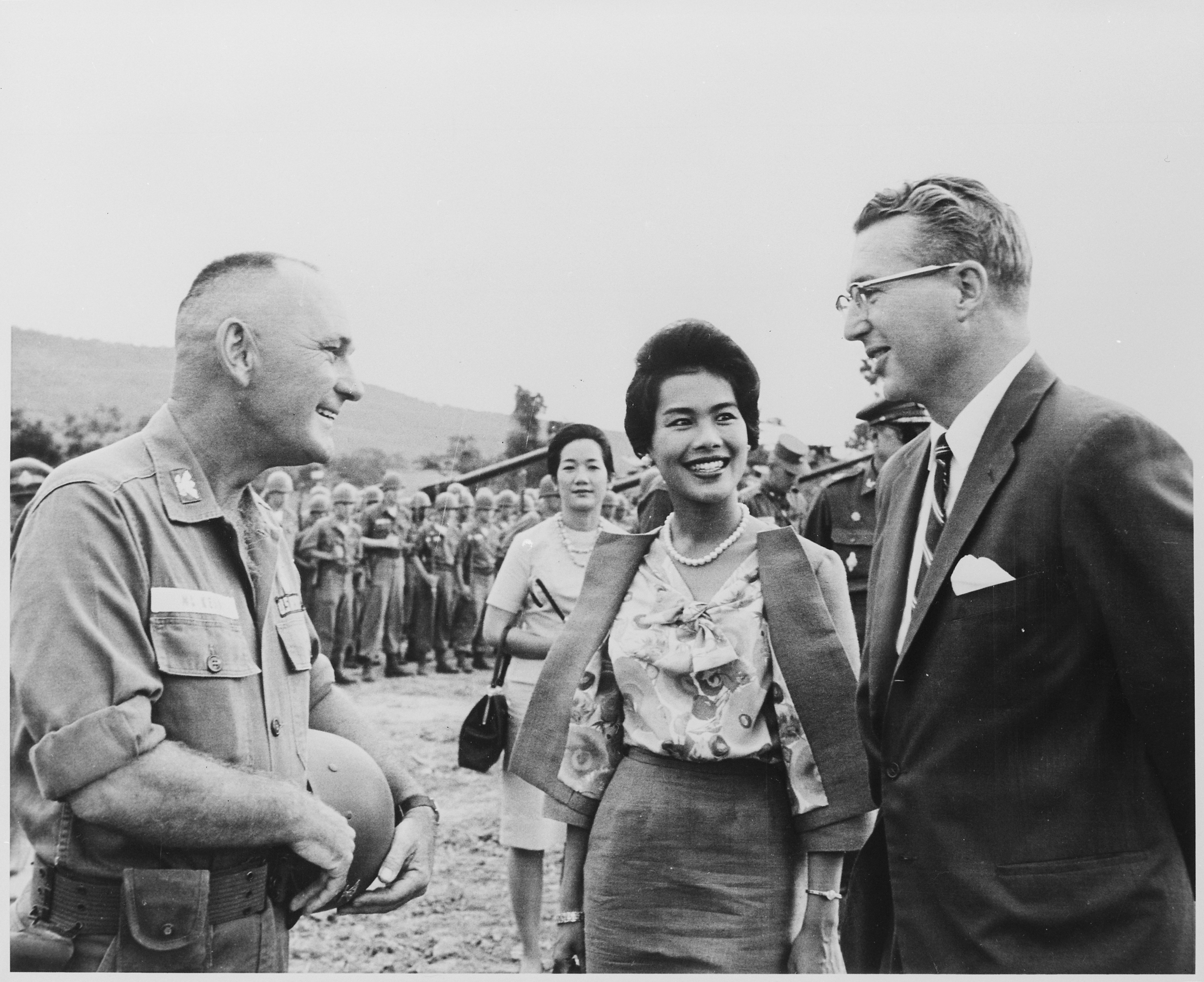
Король Таїланду Пуміпон і королева Сірікіт відвідали 27-й піхотний полк «Вовкодавів» армії США поблизу Кората, Таїланд, в 1962 році. Тут королева Сірікіт зустрілася з полковником Вільямом А. Маккіном, командувачем 27-ї дивізії, і послом США в Таїланді Кеннетом Т. Янгом-молодшим. Американські війська в Таїланді використовуються для надання допомоги в якості інструкторів і радників.

Режими Саріта та Танома рішуче підтримувалися США. Таїланд офіційно став союзником США у 1954 році після створення СЕАТО. Поки війна в Індокитаї точилася між в'єтнамцями та французами, Таїланд (який однаково не любив і тих, і інших) залишався осторонь, але коли війна перетворилася на війну між США та в'єтнамськими комуністами, Таїланд рішуче став на бік США, уклавши таємну угоду зі США в 1961 році, відправивши війська до В'єтнаму та Лаосу і дозволивши США використовувати авіабази на сході країни для ведення бомбардувальної війни проти Північного В'єтнаму. В'єтнамці у відповідь підтримали повстанський рух Комуністичної партії Таїланду на півночі, північному сході, а іноді й на півдні, де партизани співпрацювали з місцевими незадоволеними мусульманами. У післявоєнний період Таїланд мав тісні відносини зі США, в яких бачив захисника від комуністичних революцій у сусідніх країнах. Сьома і тринадцята повітряні армії США базувалися на Королівській військово-повітряній базі Таїланду Удон.

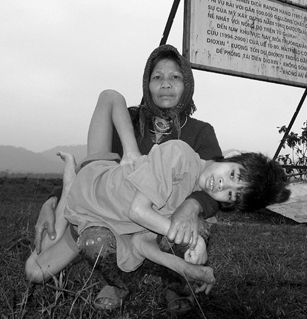
14-річний в'єтнамець, заражений Agent Orange.

Агент Оранж, гербіцид та дефоліант, що використовується американськими військовими в рамках своєї програми гербіцидної війни операція «Ranch Hand», був випробуваний Сполученими Штатами в Таїланді під час війни в Південно-Східній Азії. Закопані барабани були виявлені та підтверджені як Агент Оранж у 1999 році. Робітники, які виявили бочки, захворіли під час модернізації аеропорту поблизу району Хуахін, 100 км на південь від Бангкока.
Ветерани війни у В'єтнамі, які проходили службу на військових базах у Таїланді або поблизу них у період з 28 лютого 1961 року по 7 травня 1975 року, могли зазнати впливу гербіцидів і можуть претендувати на пільги для ветеранів війни.
У розсекреченому звіті Міністерства оборони США, написаному в 1973 році, свідчить про значне використання гербіцидів на огороджених периметрах військових баз у Таїланді для видалення рослинності, яка слугувала укриттям для ворожих сил.
Між 1962 і 1965 роками 350 громадян Таїланду пройшли восьмимісячний курс навчання у Північному В'єтнамі. У першій половині 1965 року повстанці контрабандою вивезли з Лаосу приблизно 3000 одиниць зброї американського виробництва та 90 000 боєприпасів.
Між 1961 і 1965 роками повстанці здійснили 17 політичних вбивств. Вони уникали повномасштабної партизанської війни до літа 1965 року, коли бойовики почали вступати в бій з тайськими силами безпеки. Загалом за цей період було зафіксовано 13 сутичок. Друга половина 1965 року ознаменувалася ще 25 інцидентами насильства, а починаючи з листопада 1965 року повстанці Комуністичної партії Таїланду почали проводити більш складні операції.
У 1966 році повстання поширилося на інші частини Таїланду, хоча 90 % інцидентів, пов'язаних з повстанням, сталися на північному сході країни. 14 січня 1966 року речник Тайського патріотичного фронту закликав до початку «народної війни» в Таїланді. Ця заява ознаменувала ескалацію насильства в конфлікті. Повстання закінчилося лише до 1983 року.

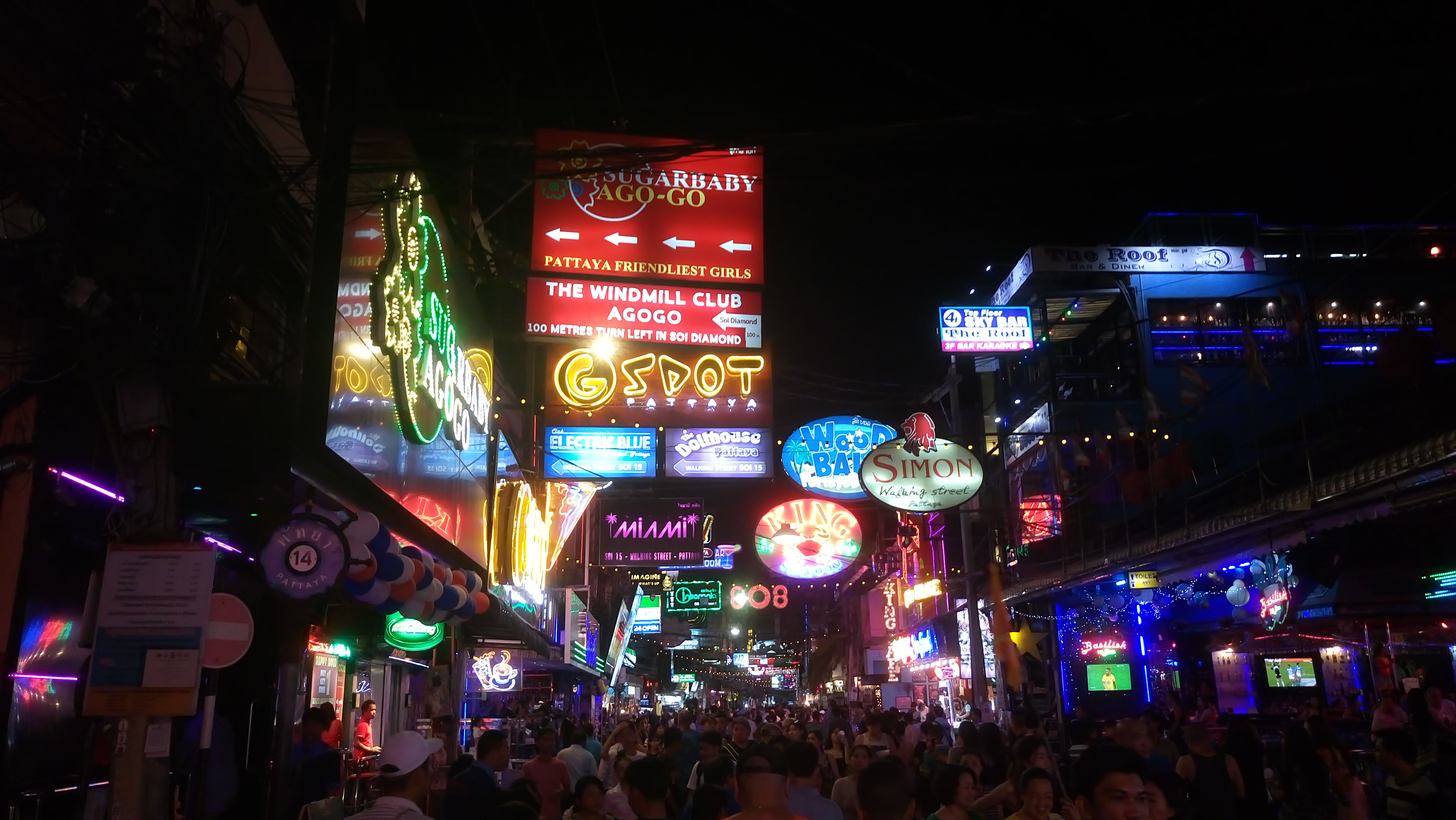
Вокінг-стріт, Паттайя

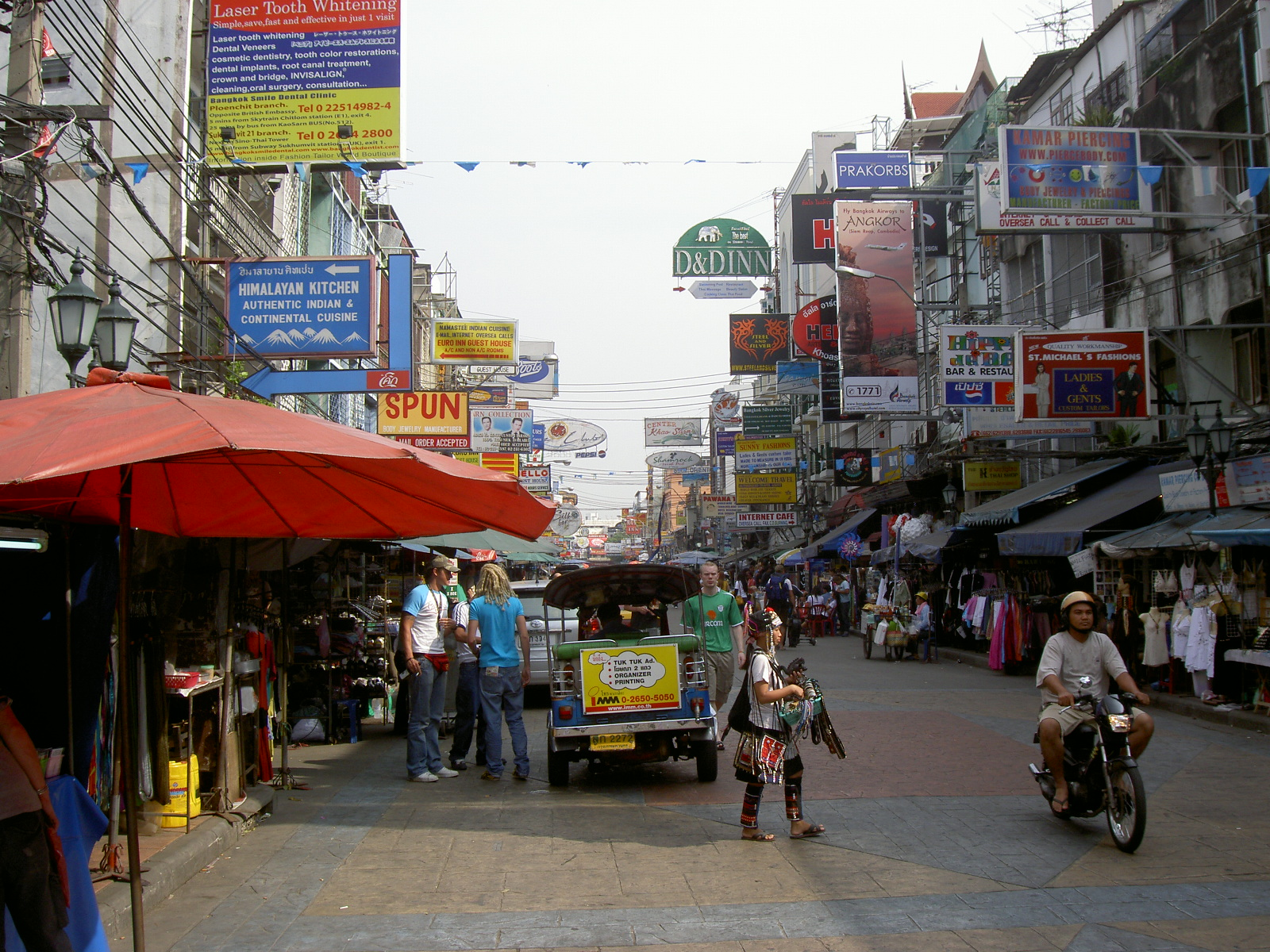
Каосан-роуд, Бангкок

Війна у В'єтнамі прискорила модернізацію та вестернізацію тайського суспільства. Американська присутність та вплив західної культури, що прийшов з нею, вплинули майже на всі аспекти життя тайців. До кінця 1960-х років повний доступ до західної культури був обмежений високоосвіченою елітою суспільства, але війна у В'єтнамі як ніколи раніше відкрила зовнішній світ широким верствам тайського суспільства. Завдяки вливанню американських доларів в економіку феноменально зросли сфера послуг, транспорт і будівництво, а також наркоманія та проституція, через що американські війська використовували Таїланд як місце «відпочинку та розваг». Традиційна сільська сімейна одиниця руйнувалась, оскільки дедалі більше сільських тайців переїжджали до міста в пошуках нової роботи. Це призвело до зіткнення культур, оскільки тайці познайомилися із західними уявленнями про моду, музику, цінності та моральні норми.
Населення почало вибухоподібно зростати, оскільки рівень життя підвищився, і потік людей почав переїжджати з сіл до міст, і насамперед до Бангкока. У 1965 році в Таїланді проживало 30 мільйонів людей, а до кінця ХХ століття населення подвоїлося. Населення Бангкока зросло вдесятеро з 1945 року і потроїлося з 1970 року.
У роки війни у В'єтнамі зросли освітні можливості та доступ до медіа. Здібні студенти університетів дізналися більше про ідеї, пов'язані з економічною та політичною системами Таїланду, що призвело до відродження студентського активізму. Період війни у В'єтнамі також ознаменувався зростанням тайського середнього класу, який поступово розвивав власну ідентичність і свідомість.
Економічний розвиток приніс процвітання не всім. Протягом 1960-х років багато сільської бідноти відчували дедалі більше незадоволення своїм становищем у суспільстві та розчарування у ставленні до них центрального уряду в Бангкоку. Зусилля тайського уряду щодо розвитку бідних сільських регіонів часто не мали бажаного ефекту, оскільки вони сприяли усвідомленню селянами того, наскільки погано їм живеться насправді. Не завжди найбідніші з бідних приєднувалися до антиурядових повстанців. Збільшення урядової присутності в селах мало сприяло покращенню ситуації. Селяни стали об'єктом посилених військових і міліцейських утисків та бюрократичної корупції. Селяни часто відчували себе зрадженими, коли обіцянки уряду щодо розвитку часто не виконувалися. На початку 1970-х років невдоволення селян вилилося у селянський активістський рух.
У 1972 році сотні селян, можливо, понад 3 000, запідозрених у підтримці комуністичного повстання, були вбиті збройними силами в провінції Пхатталунг на півдні Таїланду. До цього часу підозрюваних у комунізмі, заарештованих армією, зазвичай розстрілювали, а їхні тіла залишали позаду. Цього разу було застосовано метод «червоної бочки», щоб знищити будь-які можливі докази. Підозрюваних били до напівсвідомості, а потім кидали в бочки з бензином і спалювали живцем.

### Рух за демократію 1973 року

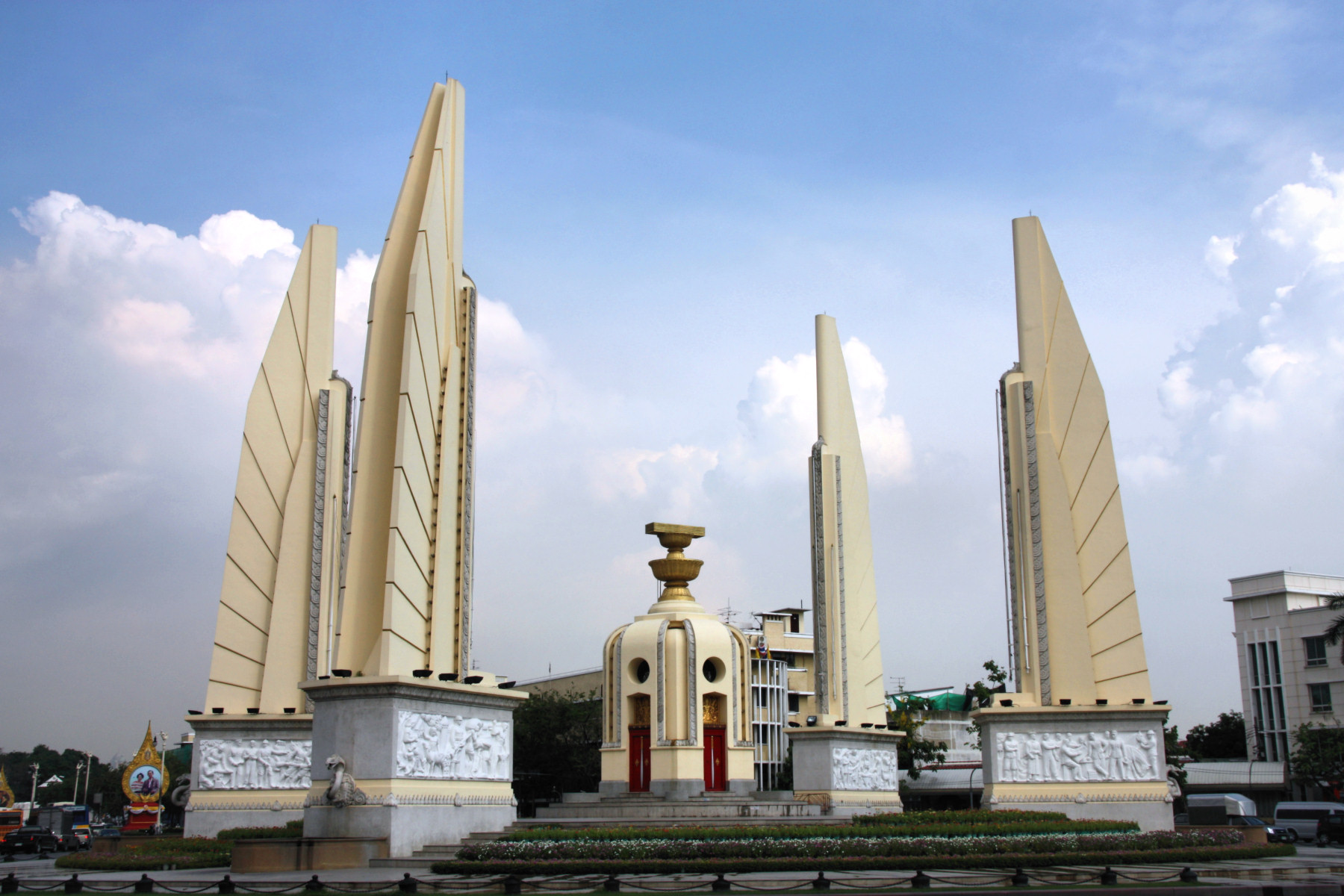
Монумент Демократії в Бангкоку, збудований у 1940 році на честь кінця абсолютної монархії в 1932 році, був місцем масових демонстрацій у 1973, 1976, 1992 та 2010 роках.

Невдоволення населення викликала проамериканська політика військової адміністрації, яка дозволяла американським військам використовувати країну як військову базу, високий рівень проституції, обмеження свободи преси та слова, а також поширення корупції, що призвело до нерівності соціальних класів. Студентські демонстрації почалися в 1968 році і зросли в розмірах і кількості на початку 1970-х років, незважаючи на постійну заборону на політичні збори. У червні 1973 року дев'ять студентів Університету Рамкамхаенг були виключені за публікацію в студентській газеті статті з критикою уряду. Незабаром після цього тисячі студентів провели акцію протесту біля пам'ятника Демократії з вимогою поновити цих дев'ятьох студентів. Уряд наказав закрити університети, але незабаром після цього дозволив поновити студентів.
У жовтні ще 13 студентів були заарештовані за звинуваченням у змові з метою повалення влади. Цього разу до студентів-протестувальників приєдналися робітники, бізнесмени та інші пересічні громадяни. Демонстрації розрослися до кількох сотень тисяч, а питання розширилося від звільнення заарештованих студентів до вимог нової конституції і заміни нинішнього уряду.
13 жовтня уряд звільнив затриманих. Лідери демонстрацій, серед яких був і Сексан Прасерткул, відкликали марш відповідно до побажань короля, який публічно виступав проти демократичного руху. У промові перед студентами-випускниками він розкритикував продемократичний рух, закликавши студентів зосередитися на навчанні і залишити політику старшим [військовому уряду].
Коли натовп розходився наступного дня (14 жовтня), багато студентів не змогли виїхати, оскільки поліція заблокувала південний шлях до Раджавітхі Роуд. Загнана в кут і пригнічена вороже налаштованим натовпом, поліція відповіла сльозогінним газом і стріляниною.
Було викликано військових, танки покотилися по проспекту Ратчадамноен, а гелікоптери обстріляли університет Таммасат. Кілька студентів захопили автобуси та пожежні машини, намагаючись зупинити просування танків, протаранивши їх. У хаосі на вулицях король Пуміпон відчинив ворота палацу Чітралада для студентів, яких розстрілювала армія. Незважаючи на наказ Танома посилити військові дії, командувач армії Кріс Сівара відкликав армію з вулиць.
Король засудив нездатність уряду впоратися з демонстраціями і наказав Таному, Прафасу і Наронгу покинути країну, а також засудив активність студентів. О 18:10 фельдмаршал Таном Кіттікачорн подав у відставку з посади прем'єр-міністра. Годиною пізніше король з'явився на національному телебаченні, закликав до спокою і оголосив, що фельдмаршал Таном Кіттікачорн був замінений на посаді прем'єр-міністра доктором Санья Дхармасакті, шанованим професором права.
Повстання 1973 року принесло найвільнішу епоху в новітній історії Таїланду, яку називають «епохою розквіту демократії» і «демократичним експериментом», що закінчився різаниною в університеті Тхаммасат і переворотом 6 жовтня 1976 року.

### Демократизація та невдачі
Після 1973 року період ознаменувався боротьбою за визначення політичних контурів держави. Перемогу здобули король і генерал Прем Тінсуланонда, які виступали за монархічний конституційний лад.
В 1980-ті роки в країні почала розквітати туристична індустрія, однак Таїланд так і не став «Азійським тигром» у порівнянні з Тайванем або Південною Кореєю.
Роки після 1973 року стали свідками складного, а часом і кривавого переходу від військового до цивільного правління, з кількома невдачами на цьому шляху. Революція 1973 року започаткувала короткий, нестабільний період демократії, коли після різанини 6 жовтня 1976 року військове правління було поновлено. Протягом більшої частини 1980-х років Таїландом правив Прем Тінсуланон, прихильник парламентського ладу, який відновив парламентаризм. Після цього країна залишалася демократичною, за винятком короткого періоду військового правління після державного перевороту в Таїланді в 1991 році, який тривав два роки.

### Адміністрація Шинаватри

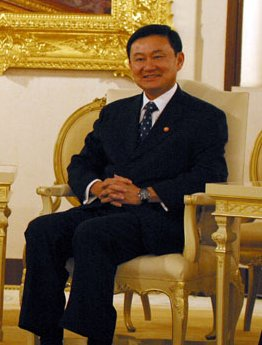
Таксін Чинават, прем'єр-міністр Таїланду, 2001—2006.

Популістська партія «Тай Рак Тай» на чолі з прем'єр-міністром Таксином Чинаватом прийшла до влади у 2001 році. Він був популярний серед міської, приміської та сільської бідноти завдяки своїм популістським соціальним програмам. Його правління піддавалося нападкам з боку еліт, які вбачали небезпеку в його «парламентській диктатурі». У середині 2005 року Сондхі Лімтонгкул, відомий медіа-магнат, став головним критиком Таксина. Зрештою, Сондхі та його союзники перетворили рух на масовий протест, а згодом об'єдналися під назвою «Народний альянс за демократію» (НАД).

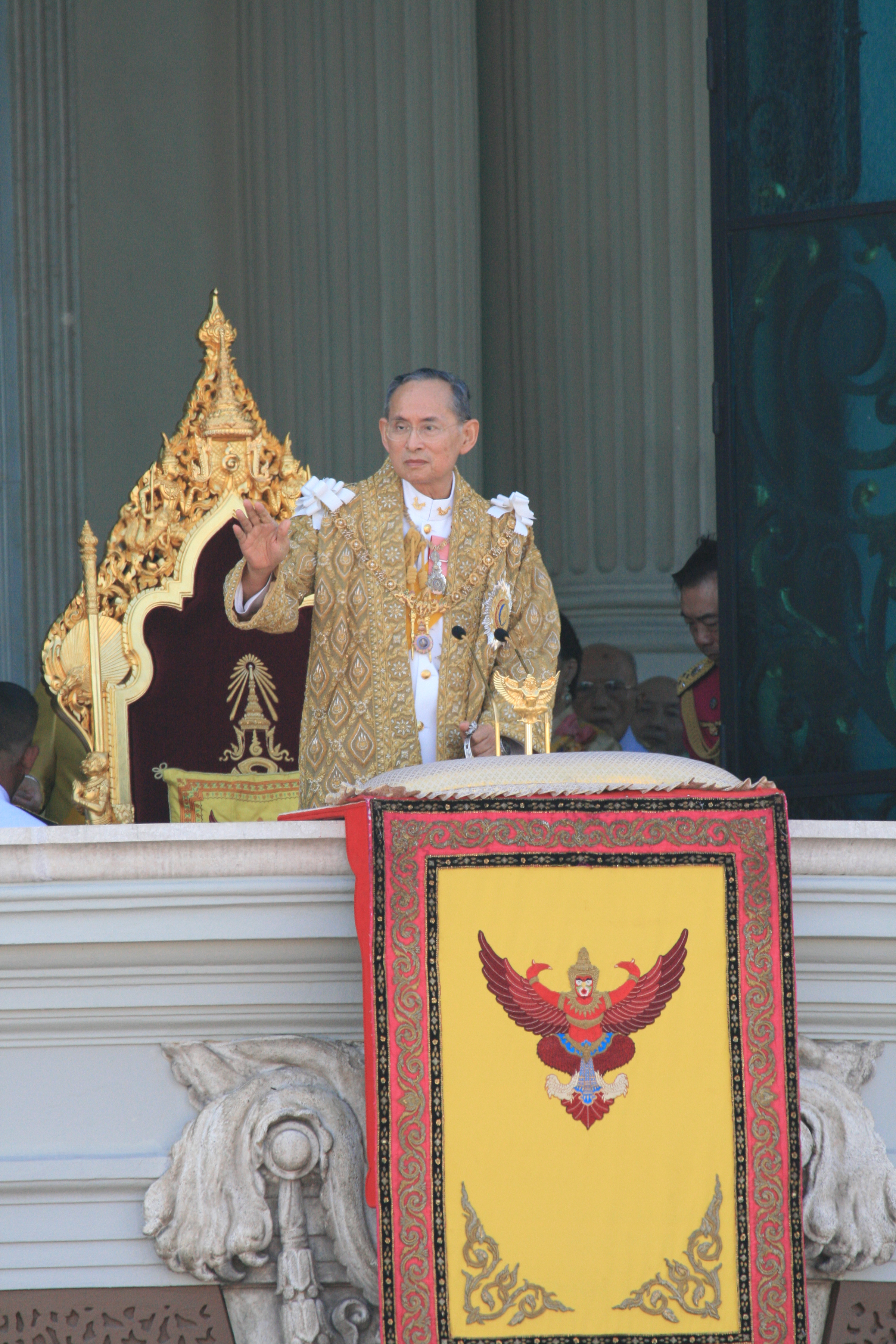
Король Пуміпон на церемонії з нагоди дня народження у 2007 році, святкуючи своє найдовше правління в історії Таїланду.

19 вересня 2006 року, після розпуску парламенту, Таксин очолив тимчасовий уряд. Поки він перебував у Нью-Йорку на засіданні ООН, у вересні 2006 року головнокомандувач армії генерал-лейтенант Сонті Буняратглін вчинив безкровний військовий переворот, підтриманий антитаксинськими елементами в громадянському суспільстві та Демократичній партії Таїланду. Загальні вибори 23 грудня 2007 року відновили цивільний уряд на чолі з Самаком Сундаравеєм з Партії народної влади, який став наступником Тайського Рак Тай.
2004 року в результаті 9-бального землетрусу в Індійському океані на південно-західне узбережжя накотилась хвиля потужного цунамі, внаслідок чого загинуло 5 тисяч осіб, половина з яких туристи.

### Державний переворот 2006 року
Не зустрівши особливого опору, 19 вересня 2006 року військова хунта скинула тимчасовий уряд Таксіна Чинавата. Хунта скасувала конституцію, розпустила парламент і Конституційний суд, затримала, а пізніше усунула з посад кілька членів уряду, оголосила воєнний стан і призначила прем'єр-міністром одного з таємних радників короля, генерала Сураюда Чуланонта. 1 жовтня 2006 року Сураюд Чуланонт, колишній головнокомандувач армії Таїланду, склав присягу як тимчасовий прем'єр-міністр. Пізніше хунта написала дуже скорочену тимчасову конституцію та призначила комісію для розробки нової постійної конституції. Хунта також призначила законодавчий орган із 250 членів, який деякі критики називали «палатою генералів», тоді як інші стверджували, що в ньому бракує представників бідної більшості.
У цьому проміжному проекті конституції голова хунти мав право у будь-який час усунути прем'єр-міністра. Законодавчому органу було заборонено проводити вотум довіри кабінету міністрів, а громадськості не дозволялося подавати коментарі щодо законопроєктів. Цю тимчасову конституцію пізніше замінила постійна конституція 24 серпня 2007 року. Воєнний стан частково скасували у січні 2007 року. Заборону на політичну діяльність було знято в липні 2007 року після розпуску партії «Тай Рак Тай». Нову конституцію було схвалено на референдумі 19 серпня, що призвело до повернення до демократичних загальних виборів 23 грудня 2007 року.

### Політична криза 2008—2010 років

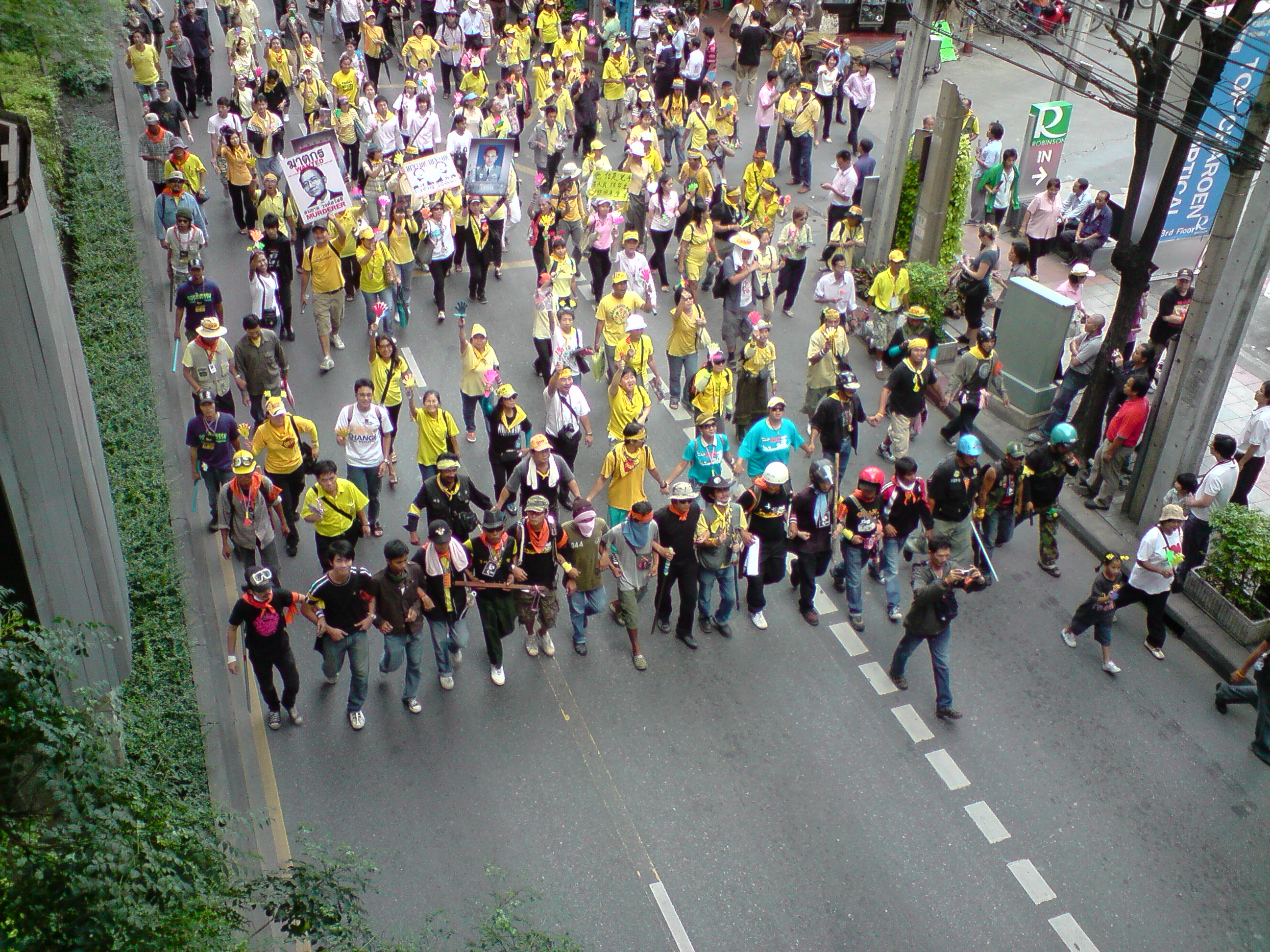
Мітинг Народного альянсу за демократію та «Жовтих сорочок» на Сукхумвіт-роуд у 2008 році.

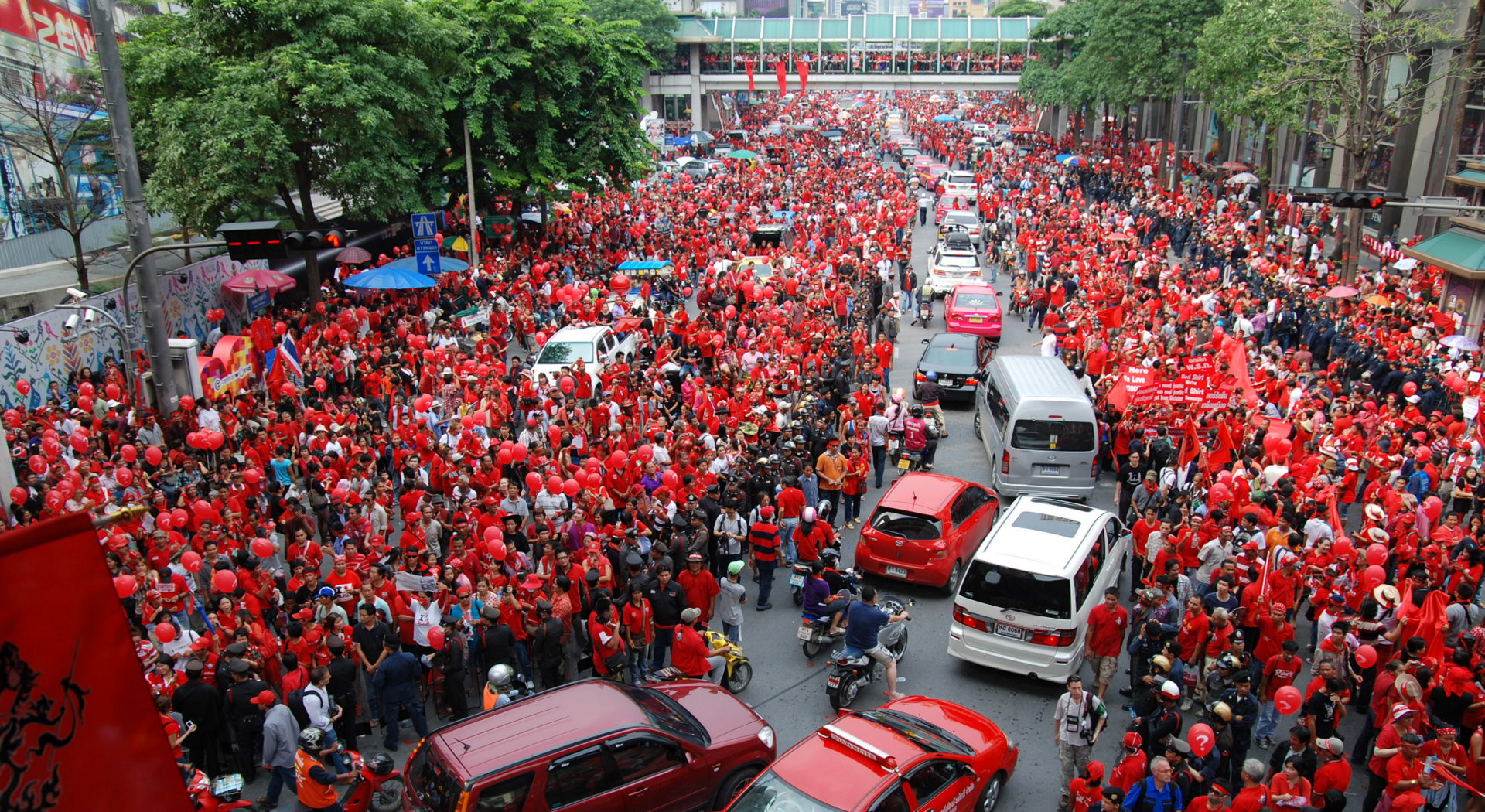
Об'єднаний фронт за демократію проти диктатури, червоні сорочки, протестують на перехресті Ратчапрасонг у 2010 році.

Партія народної влади (ПНВ) на чолі з Самаком Сундаравеєм сформувала уряд з п'яти менших партій. Після кількох судових рішень проти нього у різних скандалах, після того, як він пережив вотум недовіри та блокував урядові будівлі та аеропорти протестувальниками, у вересні 2008 року Конституційний суд Таїланду визнав Сундараведжа винним у конфлікті інтересів (через те, що він був ведучим телевізійної кулінарної програми), і таким чином завершив свій термін на посаді.
Його замінив член ПНВ Сомчай Вонгсават. Станом на жовтень 2008 року Вонгсават не зміг отримати доступ до своїх офісів, які були зайняті протестувальниками з Народного альянсу за демократію. 2 грудня 2008 року Конституційний суд Таїланду ухвалив дуже суперечливе рішення, яким визнав ПНВ винною у виборчих шахрайствах, що призвело до розпуску партії відповідно до закону. Пізніше у медіа з'явилися повідомлення про те, що принаймні один представник судової влади мав телефонну розмову з посадовими особами, які працювали в офісі Таємної ради, та ще однією особою. Телефонна розмова була записана на плівку і з тих пір поширилася в Інтернеті. У ній співрозмовники обговорювали пошук способу забезпечити розпуск правлячої партії ПНВ. У засобах масової інформації з'явилися звинувачення у втручанні судової влади, але записаний дзвінок був відкинутий як містифікація. Однак у червні 2010 року прихильникам розпущеної ПНВ було пред'явлено звинувачення у прослуховуванні телефону судді.
Відразу після того, що багато медіа назвали «судовим переворотом», високопоставлений член збройних сил зустрівся з фракціями правлячої коаліції, щоб переконати їхніх членів приєднатися до опозиції, і Демократична партія змогла сформувати уряд, що сталося вперше для партії з 2001 року. 17 грудня 2008 року лідер Демократичної партії та колишній лідер опозиції Апхісіт Вечачива був призначений та склав присягу 27-м прем'єр-міністром разом із новим кабінетом міністрів.
У квітні 2009 року протести Національного об'єднаного фронту демократії проти диктатури (UDD, або «Червоні сорочки») змусили скасувати Четвертий Східноазійський саміт після того, як протестувальники штурмували готель Royal Cliff у Паттайї, розбивши скляні двері, щоб потрапити всередину, а блокада не дозволила прем'єр-міністру Китаю Вень Цзябао бути присутнім на саміті.
Приблизно через рік, серія нових протестів «червоних сорочок» призвела до 87 смертей (переважно цивільних осіб та деяких військових) та 1378 поранень. Коли 10 квітня 2010 року армія спробувала розігнати протестувальників, вона була зустрінута автоматичною стріляниною, гранатами і світлошумовими гранатами з боку опозиційної фракції в армії. Це призвело до того, що армія відкрила вогонь у відповідь гумовими кулями і деякими бойовими патронами. Під час протестів «червоних сорочок» проти уряду відбулися численні гранатометні та бомбові атаки на урядові установи та будинки урядовців. Невідомі стріляли газовими гранатами в протестувальників «жовтих сорочок», які виступали проти «червоних сорочок» і на підтримку уряду, невідомі вбили одного проурядового протестувальника, уряд заявив, що «червоні сорочки» стріляли по мирних жителях. «Червоні сорочки» продовжували займати позиції в діловому районі Бангкока, але їхня діяльність була закрита на кілька тижнів.
3 липня 2011 року опозиційна партія «Пхеу Тай», очолювана Їнглак Чинават (молодшою сестрою Таксина Чинавата), з великим відривом перемогла на загальних виборах (265 місць у Палаті представників з 500). Вона ніколи раніше не брала участі в політиці, Пхеу Тай агітувала за неї під гаслом «Таксин думає, Пхеу Тай діє». Їнглак стала першою жінкою-прем'єр-міністром країни, і її призначення було офіційно затверджено на церемонії під головуванням короля Пуміпона Адульядета. Партія «Пхеу Тай» є продовженням партії Таксина «Тай Рак Тай».

### Політична криза 2013—2014 років

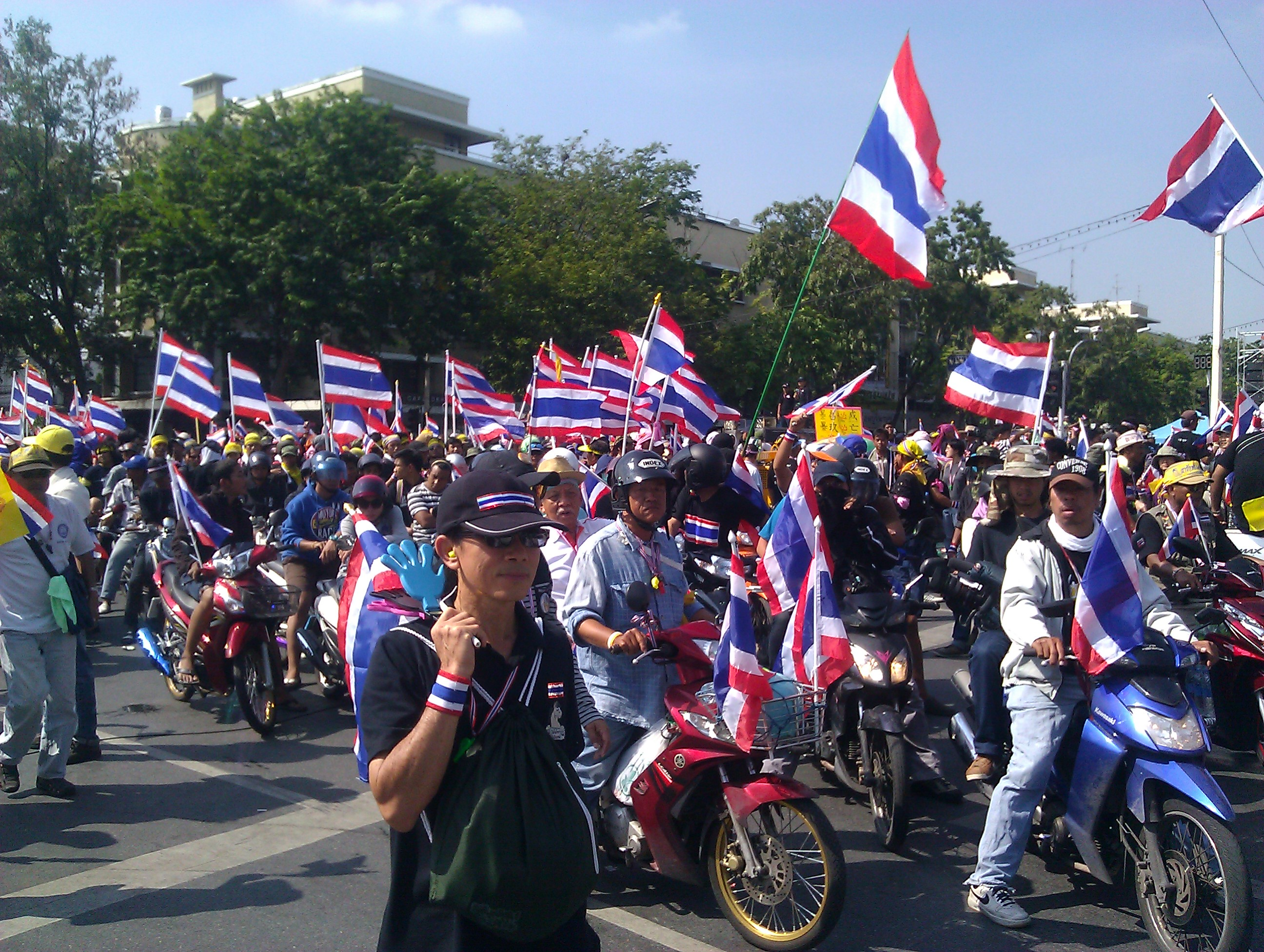
Мобілізація протестувальників, 1 грудня 2013 року

Наприкінці 2013 року протести відновилися, коли широкий альянс протестувальників на чолі з колишнім заступником лідера опозиції Сутепом Таугсубаном зажадав покласти край режиму Таксина. Повна амністія для учасників протестів 2010 року, змінена в останню хвилину, щоб охопити всі політичні злочини, включно з обвинувальними вироками проти Таксина, викликала масові демонстрації невдоволення, коли на вулиці вийшли, за різними оцінками, від 98 500 (за даними поліції) до 400 000 (за даними аерофотозйомки, проведеної газетою Bangkok Post). Сенат закликали відхилити законопроект, щоб придушити реакцію, але це не допомогло. Новостворена група, Народно-демократичний комітет реформ (НДКР), разом із союзними групами посилила тиск, а опозиційна Демократична партія масово подала у відставку, створивши парламентський вакуум. Вимоги протестувальників змінювалися в міру того, як чисельність руху зростала, продовжуючи ряд термінів і вимог, які ставали все більш необґрунтованими або нереалістичними, але при цьому привертали все більшу підтримку. Вони закликали до створення непрямо обраної «народної ради» замість уряду Їнглак, яка б очистила тайську політику і ліквідувала режим Таксина.
У відповідь на протести, Їнглак розпустила парламент 9 грудня 2013 року та запропонувала нові вибори на 2 лютого 2014 року, дату, яку пізніше затвердила виборча комісія. Демократична революційна рада наполягала на тому, щоб протягом 24 годин прем'єр-міністр пішла у відставку, незалежно від її дій. 9 грудня біля Будинку уряду зібралося 160 000 протестувальників. Їнглак наполягала на тому, що вона продовжить виконувати свої обов'язки до запланованих виборів у лютому 2014 року, закликаючи протестувальників прийняти її пропозицію: «Тепер, коли уряд розпустив парламент, я прошу вас припинити протести і щоб усі сторони працювали над виборами. Я відступила настільки, що не знаю, як відступати далі».
У відповідь на процес реєстрації Виборчою комісією (ВК) кандидатів за партійними списками для участі у виборах, запланованих на лютий 2014 року, 22 грудня 2013 року антиурядові протестувальники пройшли маршем до тайсько-японського спортивного стадіону, де проходив процес реєстрації. Сутеп і ДРР очолили протест, до якого, за даними сил безпеки, приєдналося близько 270 000 протестувальників. Їнглак та партія «Пхеу Тай» підтвердили свій виборчий план і планували представити список зі 125 кандидатів за партійними списками в ВК.
7 травня 2014 року Конституційний суд постановив, що Їнглак має піти у відставку з посади прем'єр-міністра, оскільки її вважали такою, що зловживала владою, перевівши високопосадовця уряду. 21 серпня 2014 року її замінив командувач армії генерал Прают Чан-Оча.

### Державний переворот 2014 року

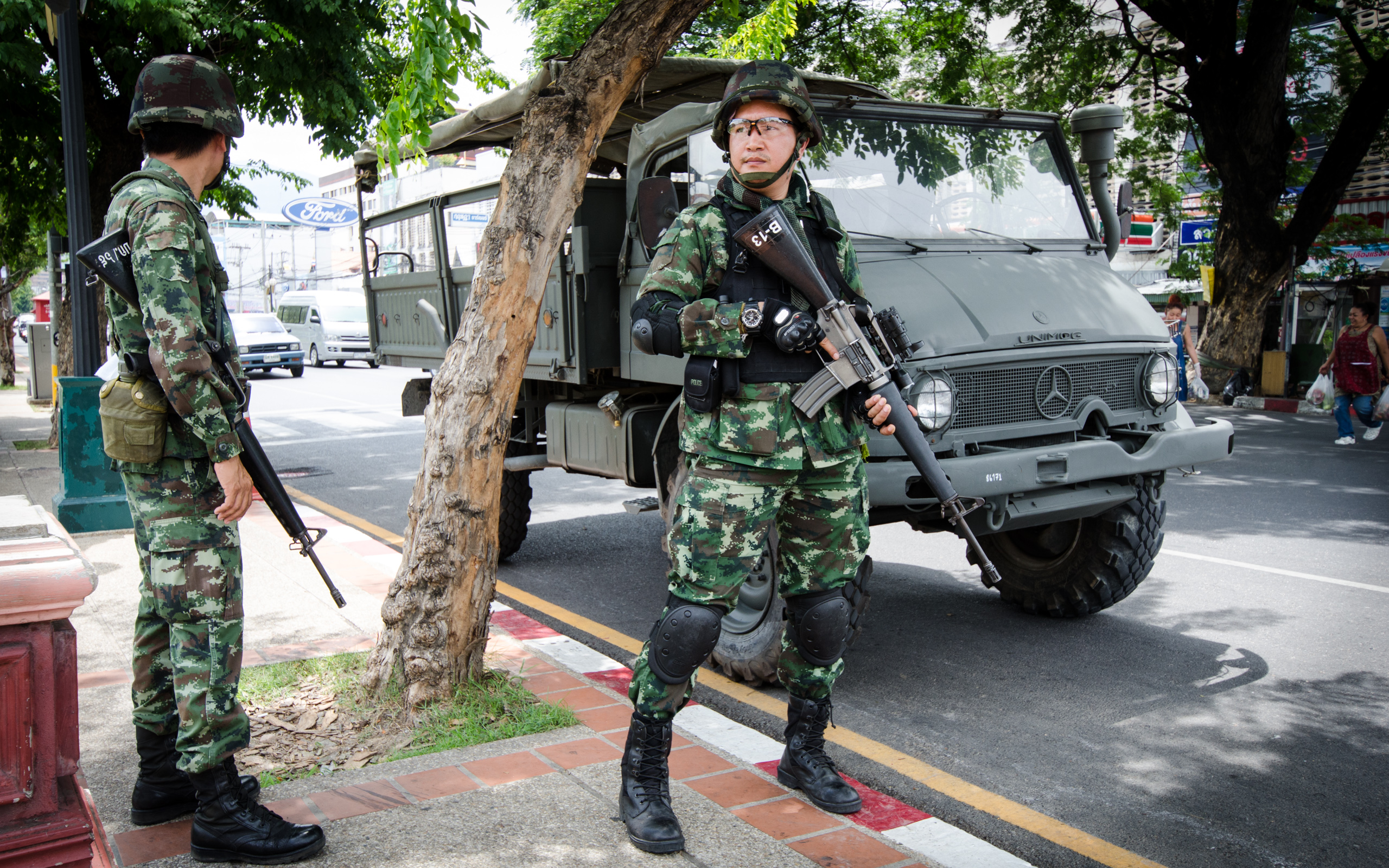
Тайські солдати біля воріт Чанг Пхуек у Чіангмаї.

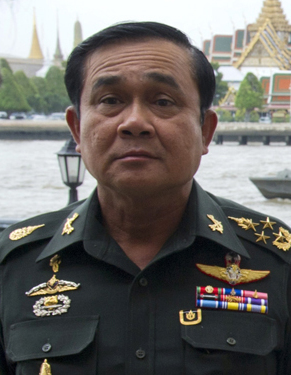
Генерал Прают Чан-Оча, лідер перевороту

20 травня 2014 року тайська армія оголосила воєнний стан і почала розгортати війська у столиці, заперечуючи, що це була спроба державного перевороту. 22 травня армія визнала, що це був державний переворот, що вона бере контроль над країною та призупиняє дію конституції країни. Того ж дня військові запровадили комендантську годину з 22:00 до 05:00, наказавши громадянам та відвідувачам протягом цього періоду залишатися вдома. 21 серпня 2014 року Національні збори Таїланду обрали прем'єр-міністром командувача армії генерала Праюта Чан-Оча. Воєнний стан було офіційно скасовано 1 квітня 2015 року. «Військовослужбовці у формі або колишні військовослужбовці керували Таїландом протягом 55 з 83 років з моменту повалення абсолютної монархії в 1932 році…», — зазначив один журналіст у 2015 році.
Після того, як хунта захопила владу, науковці та політичні коментатори почали ототожнювати політичну систему з фашизмом. Пітая Пукаман та Джеймс Тейлор назвали це «новими правими», що складаються з ультраконсерваторів, реакціонерів, напівфашистів, псевдоінтелектуалів та колишніх лівих. Джон Дрейпер, академік і політичний оглядач, зазначив, що піднесення фашизму в Таїланді почалося у 2014 році. Було зазначено, що достатня економія короля слугує однією з ідеологічних основ військового режиму та нагадує фашистські режими в Європі 1930-х років.

### Військова хунта (2014—2019)
Правляча хунта на чолі з Праютом Чан-Очою обіцяла провести нові вибори, але хотіла прийняти нову конституцію до їх проведення. Початковий проект конституції був відхилений урядовцями у 2015 році. 7 серпня 2016 року відбувся національний референдум щодо нової конституції, перший з часів державного перевороту 2014 року. Явка склала 55 %, з яких близько 61 % проголосували за конституцію. За новою конституцією, прем'єр-міністром може бути призначена необрана особа, яка не є членом парламенту, що відкриє цю посаду для військового чиновника. Нова конституція також надає Національній раді миру та порядку повноваження здійснювати всі призначення до Сенату, що складається з 250 членів, у складі наступного уряду.

## Період Вачхіралонгкона (2016— дотепер)

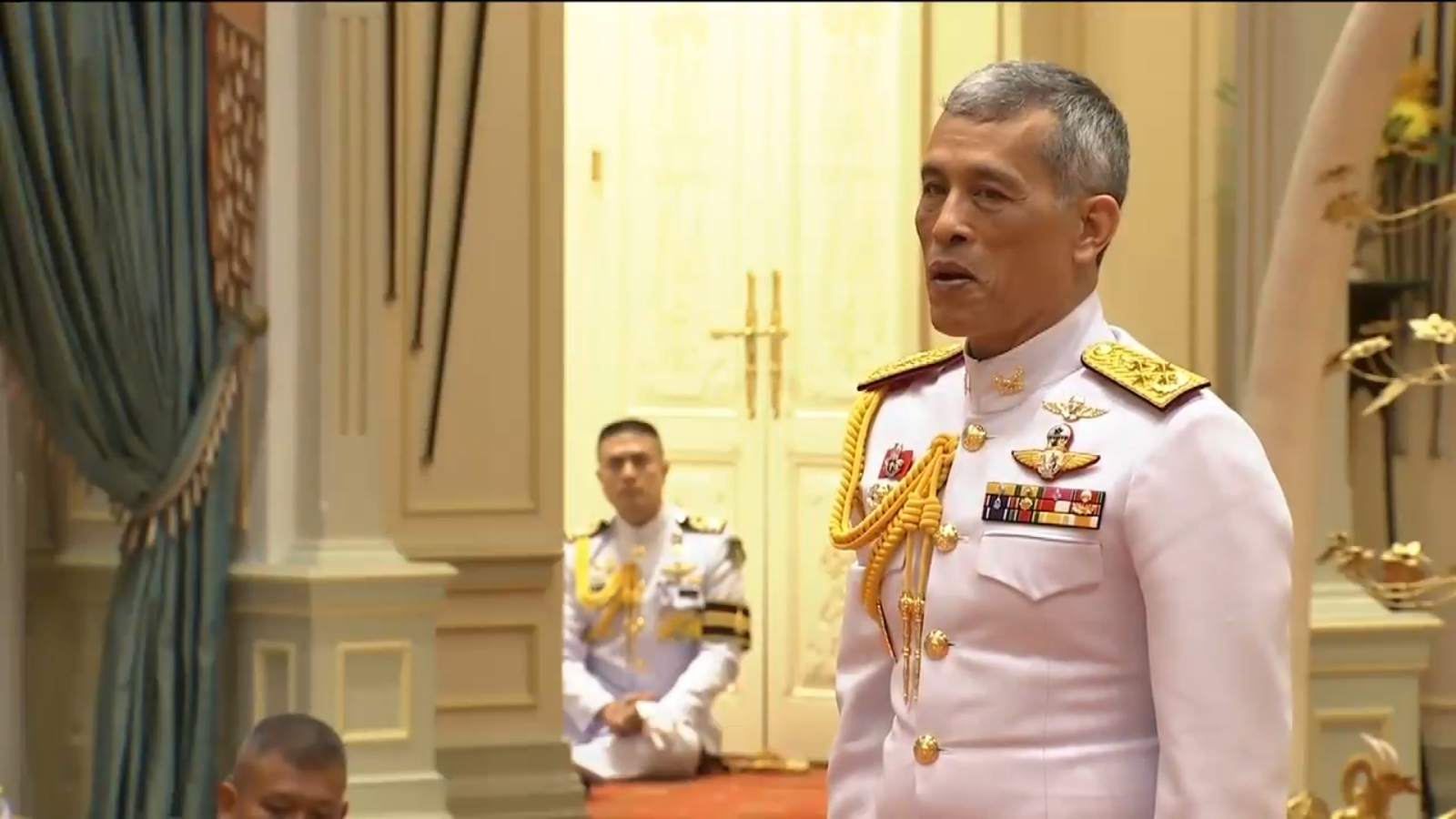
Король Вачхіралонгкон, нинішній монарх Таїланду

13 жовтня 2016 року в лікарні Сірірадж у Бангкоку помер 89-річний король Таїланду Пуміпон Адульядет. У ніч на 1 грудня 2016 року, на п'ятдесятий день після смерті Пуміпона, регент Прем Тінсуланонда очолив керівників трьох гілок влади країни на аудієнцію до Вачхіралонгкона, щоб запросити його зійти на престол як десятого короля династії Чакрі. У квітні 2017 року король Вачхіралонгкон підписав нову конституцію, яка сприятиме поверненню до демократії.
У травні 2017 року, на третю річницю військового перевороту 2014 року, лікарню Бангкока було підірвано, в результаті чого 24 особи отримали поранення.
У червні 2019 року обидві палати парламенту Таїланду обрали Прают Чан-Оча, відставного генерала і колишнього лідера військової хунти, наступним прем'єр-міністром країни. Голосування офіційно відновило цивільне правління в Таїланді. Опозиція скаржилася на порушення під час голосування на виборах 24 березня.
У лютому 2020 року було розформовано продемократичну партію «Майбутнє, вперед», третю за величиною партія в парламенті з 80 місцями. Рішення було ухвалено Конституційним судом завдяки пожертві, яку зробив на користь партії її засновник Танатхорн Джуанґрунгруангкіт.
Пандемія COVID-19 вразила Таїланд як першу країну за межами Китаю, 13 січня 2020 року. До 2023 року пандемія пішла на спад, але загалом забрала життя 34 715 осіб.
У вересні 2022 року Конституційний суд Таїланду постановив, що прем'єр-міністр Прают Чан-Оча може залишитися на своїй посаді. Опозиція оскаржила рішення, оскільки нова конституція обмежує термін перебування на посаді прем'єр-міністра вісьмома роками. Конституційний суд постановив, що термін його повноважень розпочався у квітні 2017 року, одночасно з прийняттям нової конституції, хоча генерал Прают очолював уряд з моменту військового перевороту 2014 року.
У травні 2023 року на загальних виборах перемогли реформістська опозиція Таїланду, прогресивна партія «Рух вперед» (РВ) і популістська партія «Пхеу Тай», що означало втрату влади роялістсько-військовими партіями, які підтримували прем'єр-міністра Праюта Чан-Оча. Спочатку опозиційні партії намагалися сформувати уряд разом з Пітою Лімджароенратом від РВ як кандидатом на посаду прем'єр-міністра. Це не вдалося, незважаючи на більшість у нижній палаті, оскільки за конституцією 2017 року призначений хунтою Сенат також голосував за прем'єр-міністра разом з обраною нижньою палатою. Після цього Пхеу Тай розпустила коаліцію з РВ і натомість уклала союз з роялістсько-військовими партіями, що дозволило новій коаліції набрати голоси в Сенаті, що контролюється військовими. 22 серпня 2023 року її кандидат Сретта Тавісін став новим прем'єр-міністром Таїланду, а мільярдер Таксин Чинават повернувся до Таїланду після довгих років вигнання.

## Історичні карти
Ці карти показують територіальну еволюцію Таїланду протягом століть.

Адміністративний поділ Сукхотай у 1293 році (Рамакхамхаенг)
Адміністративний поділ Аюттхаї в 1468 році (Боромотрайлоканат )
Адміністративний поділ Аюттхаї в 1767 році (Бороммарача III)
Адміністративний поділ Тхонбурі в 1780 році (Бороммарача IV)
Адміністративний поділ Раттанакосіна в 1800 році (Рама I)
Адміністративний поділ Раттанакосіна в 1805 році (Рама I)
Адміністративний поділ Раттанакосіна в 1824 році (Рама II)
Адміністративний поділ Ратанакосіна у 1837 році (Рама III)
Адміністративний поділ Ратанакосіна у 1850 році (Рама III)
Адміністративний поділ Раттанакосіна в 1882 році (Рама V)
Сіамський адміністративний поділ у 1890 році (Рама V)
Сіамський адміністративний поділ у 1893 році (Рама V)
Сіамський адміністративний поділ у 1900 році (Рама V)
Сіамський адміністративний поділ у 1900 році (Рама V)
Сіамський адміністративний поділ у 1906 році (Рама V)
Сіамський адміністративний поділ у 1908 році (Рама V)
Сіамський адміністративний поділ у 1916 році (Рама VI)
Сіамський адміністративний поділ у 1932 році (Рама VII )
Адміністративний поділ Таїланду в 1941 році (Рама VIII)
Адміністративний поділ Таїланду в 1945 році (Рама VIII)
Адміністративний поділ Таїланду в 1950 році (Рама IX)
Адміністративний поділ Таїланду в 1973 році (Рама IX)
Адміністративний поділ Таїланду у 2023 році (Рама X)

## Уточнення
1. ↑  Термін «лаос», що використовується в цьому контексті, відноситься до тай-кадайських народів, які проживали на території сучасних провінцій Гуандун, Гуансі та північного В'єтнаму загалом. Він не обов'язково застосовується виключно до предків лаосців.

## Зовнішні посилання
- Дослідження Таїланду для Бібліотеки Конгресу, 1987. Барбара Лейтч ЛеПоер, редакторка. Цей текст взято з Програми країнознавства. Серія представляє опис та аналіз історичного контексту, а також соціальних, економічних, політичних та національних систем безпеки й інституцій країн світу.
- Профіль Таїланду — Хронологія на BBC News Online